# Lista monumentelor istorice din județul Neamț

Simbol utilizat în România pentru monumentele istorice

Lista monumentelor istorice din județul Neamț cuprinde monumentele istorice din județul Neamț înscrise în Patrimoniul cultural național al României. Lista completă este menținută și actualizată periodic de către Ministerul Culturii, Cultelor și Patrimoniului Național din România, ultima versiune datând din 2015.

| Cod LMI                                                            | Denumire                                                                            | Localitate                                        | Localizare | Datare, Creatori                                                                  | Imagine               | Erori             |
| ------------------------------------------------------------------ | ----------------------------------------------------------------------------------- | ------------------------------------------------- | --- | --------------------------------------------------------------------------------- | --------------------- | ----------------- |
| NT-I-s-A-10480 (RAN: 120735.02)                                    | Situl arheologic de la Piatra Neamț, punct „Dealul Bâtca Doamnei”                   | municipiul Piatra Neamț                           | „Dealul Bâtca Doamnei” 46.9322°N 26.3227°E                                                                             |                                                                                   |                       | Raportează eroare |
| NT-I-m-A-10480.01 (RAN: 120735.02.02)                              | Așezare                                                                             | municipiul Piatra Neamț                           | „Dealul Bâtca Doamnei” 46.93333°N 26.32278°E                                                                           | sec. XI - XIII                                                                    |                       | Raportează eroare |
| NT-I-m-A-10480.02 (RAN: 120735.02.01)                              | Așezare fortificată                                                                 | municipiul Piatra Neamț                           | „Dealul Bâtca Doamnei” 46.92931°N 26.32152°E                                                                           | sec. II a. Chr. - sec. I p. Chr.                                                  | Alte imagini          | Raportează eroare |
| NT-I-s-A-10481 (RAN: 120735.03)                                    | Cetate de pământ                                                                    | municipiul Piatra Neamț                           | „Troian” 46.93333°N 26.31667°E                                                                                         | sec. II p. Chr.                                                                   | Încarcă foto \| video | Raportează eroare |
| NT-I-s-A-10479 (RAN: 120735.01)                                    | Cetate                                                                              | municipiul Piatra Neamț                           | Aleea Trei Căldări, „Dealul Cozla” 46.93528°N 26.37028°E                                                               | sec. II a. Chr. - sec. I p. Chr.                                                  | Încarcă foto \| video | Raportează eroare |
| NT-I-s-B-10482 (RAN: 121162.01)                                    | Așezare                                                                             | sat Bahna; comuna Bahna                           | „În Livezi” | sec. II - III p. Chr.                                                             | Încarcă foto \| video | Raportează eroare |
| NT-I-s-B-10483 (RAN: 121475.01)                                    | Situl arheologic de la Bârgăuani „Dealul Coșăriei”                                  | sat Bârgăuani; comuna Bârgăuani                   | „Dealul Coșăriei”, la N-V de școală generală 46.8°N 26.66667°E                                                         |                                                                                   | Încarcă foto \| video | Raportează eroare |
| NT-I-m-B-10483.01                                                  | Așezare                                                                             | sat Bârgăuani; comuna Bârgăuani                   | „Dealul Coșăriei”, la N-V de școală generală                                                                           | Epoca bronzului                                                                   | Încarcă foto \| video | Raportează eroare |
| NT-I-m-B-10483.02                                                  | Așezare                                                                             | sat Bârgăuani; comuna Bârgăuani                   | „Dealul Coșăriei”, la N-V de școală generală                                                                           | Neolitic                                                                          | Încarcă foto \| video | Raportează eroare |
| NT-I-s-B-10484 (RAN: 121304.01)                                    | Așezare                                                                             | sat Bicaz-Chei; comuna Bicaz-Chei                 | „Munticelu” 46.85°N 25.9°E                                                                                             | Paleolitic superior, Cultura Gravettian                                           | Încarcă foto \| video | Raportează eroare |
| NT-I-s-B-10485 (RAN: 121625.01)                                    | Așezare                                                                             | sat Bodeștii de Jos; comuna Bodești               | „Cetățuia Frumușica” 47.03333°N 26.45°E                                                                                | Neolitic, Cultura Cucuteni, fazele A, A-B, B                                      | Încarcă foto \| video | Raportează eroare |
| NT-I-s-B-10486 (RAN: 122418.01)                                    | Așezare                                                                             | sat Borniș; comuna Dragomirești                   | „Siliște” 47.01667°N 26.58889°E                                                                                        | sec. XIV - XVII                                                                   | Încarcă foto \| video | Raportează eroare |
| NT-I-s-B-10487 (RAN: 121885.01)                                    | Situl arheologic de la Bozieni, punct „La Cenușărie”                                | sat Bozieni; comuna Bozieni                       | „La Cenușărie” |                                                                                   | Încarcă foto \| video | Raportează eroare |
| NT-I-m-B-10487.01 (RAN: 121885.01.02)                              | Așezare                                                                             | sat Bozieni; comuna Bozieni                       | „La Cenușărie” 46.83333°N 27.16667°E                                                                                   | sec. XV - XVII                                                                    | Încarcă foto \| video | Raportează eroare |
| NT-I-m-B-10487.02 (RAN: 121885.01.01)                              | Așezare                                                                             | sat Bozieni; comuna Bozieni                       | „La Cenușărie” 46.83333°N 27.16667°E                                                                                   | sec. II - III p. Chr.                                                             | Încarcă foto \| video | Raportează eroare |
| NT-I-s-B-10488 (RAN: 121885.02)                                    | Așezare                                                                             | sat Bozieni; comuna Bozieni                       | „La Cuptoare” 46.83333°N 27.15°E                                                                                       | sec. XV - XVII                                                                    | Încarcă foto \| video | Raportează eroare |
| NT-I-s-B-10489 (RAN: 120799.01)                                    | Așezare                                                                             | sat Brășăuți; comuna Dumbrava Roșie               | „La Școală” 46.97805°N 26.27528°E                                                                                      | sec. VIII - IX                                                                    | Încarcă foto \| video | Raportează eroare |
| NT-I-s-B-10490 (RAN: 124288.01)                                    | Situl arheologic de la Butnărești, punct „La Chiuaru”                               | sat Butnărești; comuna Secuieni                   | „La Chiuaru” 47.23633°N 26.28333°E                                                                                     |                                                                                   | Încarcă foto \| video | Raportează eroare |
| NT-I-m-B-10490.01 (RAN: 124288.01.03)                              | Necropolă                                                                           | sat Butnărești; comuna Secuieni                   | „La Chiuaru” 47.23633°N 26.28333°E                                                                                     | sec. II - III p. Chr.                                                             | Încarcă foto \| video | Raportează eroare |
| NT-I-m-B-10490.02 (RAN: 124288.01.01)                              | Așezare                                                                             | sat Butnărești; comuna Secuieni                   | „La Chiuaru” 47.23633°N 26.28333°E                                                                                     | sec. II - III p. Chr.                                                             | Încarcă foto \| video | Raportează eroare |
| NT-I-m-B-10490.03                                                  | Așezare                                                                             | sat Butnărești; comuna Secuieni                   | „La Chiuaru” | Hallstatt                                                                         | Încarcă foto \| video | Raportează eroare |
| NT-I-s-B-10491 (RAN: 122301.01)                                    | Situl arheologic de la Cășăria, punct „Dealul Mătăhuia”                             | sat Cășăria; comuna Dobreni                       | „Dealul Mătăhuia” 46.98333°N 26.41667°E                                                                                |                                                                                   | Încarcă foto \| video | Raportează eroare |
| NT-I-m-B-10491.01 (RAN: 122301.01.01)                              | Așezare                                                                             | sat Cășăria; comuna Dobreni                       | „Dealul Mătăhuia” 46.98333°N 26.41667°E                                                                                | Neolitic, Cultura Cucuteni, faza A                                                | Încarcă foto \| video | Raportează eroare |
| NT-I-m-B-10491.02 (RAN: 122301.01.02)                              | Așezare                                                                             | sat Cășăria; comuna Dobreni                       | „Dealul Mătăhuia” 46.98333°N 26.41667°E                                                                                | Neolitic, Cultura Cucuteni, fazele A, B                                           | Încarcă foto \| video | Raportează eroare |
| NT-I-s-B-10492 (RAN: 122070.01)                                    | Așezare                                                                             | sat Cândești; comuna Cândești                     | „Dealul Cetățuia” 46.7°N 26.58333°E                                                                                    | sec. II - III p. Chr.                                                             | Încarcă foto \| video | Raportează eroare |
| NT-I-s-B-10493 (RAN: 121634.01)                                    | Așezare                                                                             | sat Corni; comuna Bodești                         | „Strâmbi” | sec. XV - XVII                                                                    | Încarcă foto \| video | Raportează eroare |
| NT-I-s-B-10494 (RAN: 122141.01)                                    | Situl arheologic de la Costișa, „Dealul Cetățuia”                                   | sat Costișa; comuna Costișa                       | „Dealul Cetățuia”, la 2 km de Dealul Stanciului, pe terasa superioară din stânga râului Bistrița 46.76056°N 26.66139°E |                                                                                   | Încarcă foto \| video | Raportează eroare |
| NT-I-m-B-10494.01                                                  | Așezare fortificată                                                                 | sat Costișa; comuna Costișa                       | „Dealul Cetățuia”, la 2 km de Dealul Stanciului, pe terasa superioară din stânga râului Bistrița                       | Epoca bronzului                                                                   | Încarcă foto \| video | Raportează eroare |
| NT-I-m-B-10494.02                                                  | Așezare                                                                             | sat Costișa; comuna Costișa                       | „Dealul Cetățuia”, la 2 km de Dealul Stanciului, pe terasa superioară din stânga râului Bistrița                       | Neolitic                                                                          | Încarcă foto \| video | Raportează eroare |
| NT-I-s-B-10495 (RAN: 121821.01)                                    | Necropolă                                                                           | sat David; comuna Văleni                          | „La Țarinî” 47.03333°N 26.68333°E                                                                                      | sec. II - III p. Chr.                                                             | Încarcă foto \| video | Raportează eroare |
| NT-I-s-B-10496 (RAN: 124821.01)                                    | Situl arheologic de la Davideni, punct „La Izvoare-Spiești”                         | sat Davideni; comuna Țibucani                     | „La Izvoare-Spiești” 47.11666°N 26.61667°E                                                                             |                                                                                   | Încarcă foto \| video | Raportează eroare |
| NT-I-m-B-10496.01 (RAN: 124821.01.01)                              | Așezare                                                                             | sat Davideni; comuna Țibucani                     | „La Izvoare-Spiești” 47.11666°N 26.61667°E                                                                             | sec. VI - VIII, Epoca migrațiilor                                                 | Încarcă foto \| video | Raportează eroare |
| NT-I-m-B-10496.02 (RAN: 124821.01.02)                              | Așezare                                                                             | sat Davideni; comuna Țibucani                     | „La Izvoare-Spiești” 47.11666°N 26.61667°E                                                                             | Hallstatt                                                                         | Încarcă foto \| video | Raportează eroare |
| NT-I-m-B-10496.03 (RAN: 124821.01.03)                              | Așezare                                                                             | sat Davideni; comuna Țibucani                     | „La Izvoare-Spiești” 47.11666°N 26.61667°E                                                                             | Latène târziu                                                                     | Încarcă foto \| video | Raportează eroare |
| NT-I-m-B-10496.04                                                  | Așezare                                                                             | sat Davideni; comuna Țibucani                     | „La Izvoare-Spiești”                                                                                                   | Epoca bronzului târziu, Cultura Noua                                              | Încarcă foto \| video | Raportează eroare |
| NT-I-s-B-10497 (RAN: 122766.01)                                    | Cetate                                                                              | sat Dochia; comuna Dochia                         | „Cetățuia Sărățica” 46.91667°N 26.58333°E                                                                              | Hallstatt                                                                         | Încarcă foto \| video | Raportează eroare |
| NT-I-s-B-10498 (RAN: 122766.02)                                    | Morminte                                                                            | sat Dochia; comuna Dochia                         | „La Perdele” | sec. II-III p. Chr., Cultura carpică                                              | Încarcă foto \| video | Raportează eroare |
| NT-I-s-B-10499 (RAN: 122409.01)                                    | Așezare                                                                             | sat Dragomirești; comuna Dragomirești             | „La Siliște”, în vatra satului, la 500 m S de școală 47.05806°N 26.51611°E                                             | sec. II - III p. Chr.                                                             | Încarcă foto \| video | Raportează eroare |
| NT-I-s-B-10500 (RAN: 122472.01)                                    | Situl arheologic de la Dulcești, punct „La Grădinărie”                              | sat Dulcești; comuna Dulcești                     | „La Grădinărie”, la 2 km V de sat, pe terasa nordică a pârâului Valea Neagră                                           |                                                                                   | Încarcă foto \| video | Raportează eroare |
| NT-I-m-B-10500.01 (RAN: 122472.01.02)                              | Așezare                                                                             | sat Dulcești; comuna Dulcești                     | „La Grădinărie”, la 2 km V de sat, pe terasa nordică a pârâului Valea Neagră                                           | sec. VI-VII                                                                       | Încarcă foto \| video | Raportează eroare |
| NT-I-m-B-10500.02 (RAN: 122472.01.01)                              | Așezare                                                                             | sat Dulcești; comuna Dulcești                     | „La Grădinărie”, la 2 km V de sat, pe terasa nordică a pârâului Valea Neagră                                           | Hallstatt                                                                         | Încarcă foto \| video | Raportează eroare |
| NT-I-s-B-10501 (RAN: 124466.01)                                    | Așezare                                                                             | sat Dușești; comuna Ștefan cel Mare               | „La Velniță”, în vatra satului, între pârâul Velnița și biserică 47.02889°N 26.49556°E                                 | sec. II - III p. Chr.                                                             | Încarcă foto \| video | Raportează eroare |
| NT-I-s-A-10502 (RAN: 124171.02)                                    | Cetatea Nouă a Romanului                                                            | sat Gâdinți; comuna Gâdinți                       | Str. Poganului 1 47.36528°N 26.36528°E                                                                                 | 1466-1675                                                                         |                       | Raportează eroare |
| NT-I-s-B-10503 (RAN: 121554.01)                                    | Situl arheologic de la Ghelăiești, punct „Dealul Nedeea”                            | sat Ghelăiești; comuna Bârgăuani                  | „Dealul Nedeea” 46.93333°N 26.66667°E                                                                                  | Eneolitic, Cultura Cucuteni, fazele A, A-B, B                                     | Încarcă foto \| video | Raportează eroare |
| NT-I-s-B-10504 (RAN: 122677.02)                                    | Situl arheologic de la Gherăiești, punct „La Biserică”                              | sat Gherăești; comuna Gherăești                   | „La Biserică” |                                                                                   | Încarcă foto \| video | Raportează eroare |
| NT-I-m-B-10504.01 (RAN: 122677.02.02)                              | Necropolă                                                                           | sat Gherăești; comuna Gherăești                   | „La Biserică” 47.2425°N 26.5225°E                                                                                      | sec. XV - XVIII                                                                   | Încarcă foto \| video | Raportează eroare |
| NT-I-m-B-10504.02 (RAN: 122677.02.01)                              | Așezare                                                                             | sat Gherăești; comuna Gherăești                   | „La Biserică” 47.2425°N 26.5225°E                                                                                      | sec. II-I a. Chr.                                                                 | Încarcă foto \| video | Raportează eroare |
| NT-I-s-B-10505 (RAN: 124475.01)                                    | Situl arheologic de la Ghigoiești, punct „Podul Trudeștilor”                        | sat Ghigoiești; comuna Ștefan cel Mare            | „Podul Trudeștilor” |                                                                                   | Încarcă foto \| video | Raportează eroare |
| NT-I-m-B-10505.01 (RAN: 124475.01.01)                              | Așezare                                                                             | sat Ghigoiești; comuna Ștefan cel Mare            | „Podul Trudeștilor” 46.96083°N 26.57833°E                                                                              | Neolitic, Cultura Precucuteni, fazele II, III                                     | Încarcă foto \| video | Raportează eroare |
| NT-I-m-B-10505.02 (RAN: 124475.01.02)                              | Așezare                                                                             | sat Ghigoiești; comuna Ștefan cel Mare            | „Podul Trudeștilor” 46.96083°N 26.57833°E                                                                              | Eneolitic, Cultura Cucuteni                                                       | Încarcă foto \| video | Raportează eroare |
| NT-I-s-B-10506 (RAN: 124091.01)                                    | Situl arheologic de la Goșmani, punct „La Moară”                                    | sat Goșmani; comuna Români                        | „La Moară” |                                                                                   | Încarcă foto \| video | Raportează eroare |
| NT-I-m-B-10506.01 (RAN: 124091.01.02)                              | Așezare                                                                             | sat Goșmani; comuna Români                        | „La Moară” 46.81667°N 26.73333°E                                                                                       | sec. II - III p. Chr.                                                             | Încarcă foto \| video | Raportează eroare |
| NT-I-m-B-10506.02 (RAN: 124091.01.01)                              | Așezare                                                                             | sat Goșmani; comuna Români                        | „La Moară” 46.81667°N 26.73333°E                                                                                       | Epoca bronzului                                                                   | Încarcă foto \| video | Raportează eroare |
| NT-I-s-B-10507 (RAN: 122917.01)                                    | Așezare                                                                             | sat Grumăzești; comuna Grumăzești                 | „Deleni” 47.15361°N 26.41111°E                                                                                         | Neolitic timpuriu, Cultura Starèevo - Criș                                        | Încarcă foto \| video | Raportează eroare |
| NT-I-s-B-10508 (RAN: 122427.01)                                    | Așezare                                                                             | sat Hlăpești; comuna Dragomirești                 | „La Dejugătoare” 47.03333°N 26.6°E                                                                                     | Eneolitic, Cultura Cucuteni                                                       | Încarcă foto \| video | Raportează eroare |
| NT-I-s-B-10509 (RAN: 121572.01)                                    | Situl arheologic de la Homiceni, punct „Dealul Davidului”                           | sat Homiceni; comuna Bârgăuani                    | „Dealul Davidului” |                                                                                   | Încarcă foto \| video | Raportează eroare |
| NT-I-m-B-10509.01 (RAN: 121572.01.01)                              | Așezare                                                                             | sat Homiceni; comuna Bârgăuani                    | „Dealul Davidului” | sec. XV - XVI                                                                     | Încarcă foto \| video | Raportează eroare |
| NT-I-m-B-10509.02                                                  | Așezare                                                                             | sat Homiceni; comuna Bârgăuani                    | „Dealul Davidului” | sec. V - VI, Epoca migrațiilor                                                    | Încarcă foto \| video | Raportează eroare |
| NT-I-m-B-10509.03                                                  | Așezare                                                                             | sat Homiceni; comuna Bârgăuani                    | „Dealul Davidului” | sec. II - III p. Chr.                                                             | Încarcă foto \| video | Raportează eroare |
| NT-I-s-B-10533 (RAN: 123077.01)                                    | Așezare                                                                             | sat Icușești; comuna Icușești                     | „Cețățuie” | sec. II - III p. Chr.                                                             | Încarcă foto \| video | Raportează eroare |
| NT-I-s-B-10511 (RAN: 121206.01)                                    | Situl arheologic de la Izvoare, punct „La Cenușărie”                                | sat Izvoare; comuna Bahna                         | „La Cenușărie” |                                                                                   | Încarcă foto \| video | Raportează eroare |
| NT-I-m-B-10511.01 (RAN: 121206.01.02)                              | Așezare                                                                             | sat Izvoare; comuna Bahna                         | „La Cenușărie” 46.73333°N 26.8°E                                                                                       | sec. IV - II a. Chr.                                                              | Încarcă foto \| video | Raportează eroare |
| NT-I-m-B-10511.02 (RAN: 121206.01.01)                              | Așezare                                                                             | sat Izvoare; comuna Bahna                         | „La Cenușărie” 46.73333°N 26.8°E                                                                                       | Eneolitic, Cultura Cucuteni                                                       | Încarcă foto \| video | Raportează eroare |
| NT-I-s-B-10512 (RAN: 121206.02)                                    | Situl arheologic de la Izvoare, punct „La Cioate”                                   | sat Izvoare; comuna Bahna                         | „La Cioate” |                                                                                   | Încarcă foto \| video | Raportează eroare |
| NT-I-m-B-10512.01 (RAN: 121206.02.01)                              | Așezare                                                                             | sat Izvoare; comuna Bahna                         | „La Cioate” | sec. II - III p. Chr.                                                             | Încarcă foto \| video | Raportează eroare |
| NT-I-m-B-10512.02 (RAN: 121206.02.02)                              | Necropolă                                                                           | sat Izvoare; comuna Bahna                         | „La Cioate” | sec. II - III p. Chr.                                                             | Încarcă foto \| video | Raportează eroare |
| NT-I-s-B-10513 (RAN: 121206.03)                                    | Așezare                                                                             | sat Izvoare; comuna Bahna                         | „Hărmănești” | sec. VI-VII                                                                       | Încarcă foto \| video | Raportează eroare |
| NT-I-s-B-10514 (RAN: 120815.01)                                    | Situl arheologic de la Izvoare, punct „La Izvoare-Ferma Plantavorel”                | sat Izvoare; comuna Dumbrava Roșie                | „La Izvoare - Ferma Plantavorel” 46.9°N 26.48333°E                                                                     |                                                                                   | Încarcă foto \| video | Raportează eroare |
| NT-I-m-B-10514.01 (RAN: 120815.01.04)                              | Necropolă                                                                           | sat Izvoare; comuna Dumbrava Roșie                | „La Izvoare - Ferma Plantavorel” 46.9°N 26.48333°E                                                                     | sec. XIII-XIV                                                                     | Încarcă foto \| video | Raportează eroare |
| NT-I-m-B-10514.02 (RAN: 120815.01.03)                              | Necropolă                                                                           | sat Izvoare; comuna Dumbrava Roșie                | „La Izvoare - Ferma Plantavorel” 46.9°N 26.48333°E                                                                     | sec. IV p. Chr.                                                                   | Încarcă foto \| video | Raportează eroare |
| NT-I-m-B-10514.03 (RAN: 120815.01.01)                              | Așezare                                                                             | sat Izvoare; comuna Dumbrava Roșie                | „La Izvoare - Ferma Plantavorel” 46.9°N 26.48333°E                                                                     | Neolitic, Cultura Precucuteni, fazele II, III                                     | Încarcă foto \| video | Raportează eroare |
| NT-I-m-B-10514.04                                                  | Așezare                                                                             | sat Izvoare; comuna Dumbrava Roșie                | „La Izvoare - Ferma Plantavorel”                                                                                       | Eneolitic                                                                         | Încarcă foto \| video | Raportează eroare |
| NT-I-s-B-10515 (RAN: 125034.01)                                    | Situl arheologic de la Lunca, punct „Poiana Slatinii”                               | sat Lunca; comuna Vânători-Neamț                  | „Poiana Slatinii” |                                                                                   | Încarcă foto \| video | Raportează eroare |
| NT-I-m-B-10515.01 (RAN: 125034.01.10)                              | Așezare                                                                             | sat Lunca; comuna Vânători-Neamț                  | „Poiana Slatinii” | sec. XVI - XVIII                                                                  | Încarcă foto \| video | Raportează eroare |
| NT-I-m-B-10515.02 (RAN: 125034.01.11)                              | Așezare                                                                             | sat Lunca; comuna Vânători-Neamț                  | „Poiana Slatinii” | sec. X - XV                                                                       | Încarcă foto \| video | Raportează eroare |
| NT-I-m-B-10515.03 (RAN: 125034.01.08, 125034.01.09)                | Așezare                                                                             | sat Lunca; comuna Vânători-Neamț                  | „Poiana Slatinii” | Hallstatt, Cultura aspectul Canlia                                                | Încarcă foto \| video | Raportează eroare |
| NT-I-m-B-10515.04 (RAN: 125034.01.12)                              | Așezare                                                                             | sat Lunca; comuna Vânători-Neamț                  | „Poiana Slatinii” | Latène                                                                            | Încarcă foto \| video | Raportează eroare |
| NT-I-m-B-10515.05 (RAN: 125034.01.04)                              | Așezare                                                                             | sat Lunca; comuna Vânători-Neamț                  | „Poiana Slatinii” | Eneolitic, Cultura Cucuteni                                                       | Încarcă foto \| video | Raportează eroare |
| NT-I-m-B-10515.06 (RAN: 125034.01.02)                              | Așezare                                                                             | sat Lunca; comuna Vânători-Neamț                  | „Poiana Slatinii” | Neolitic mijlociu, Cultura ceramicii liniare                                      | Încarcă foto \| video | Raportează eroare |
| NT-I-m-B-10515.07 (RAN: 125034.01.03)                              | Așezare                                                                             | sat Lunca; comuna Vânători-Neamț                  | „Poiana Slatinii” | Neolitic, Cultura Precucuteni                                                     | Încarcă foto \| video | Raportează eroare |
| NT-I-m-B-10515.08 (RAN: 125034.01.01)                              | Așezare                                                                             | sat Lunca; comuna Vânători-Neamț                  | „Poiana Slatinii” | Neolitic timpuriu, Cultura Starčevo - Criș                                        | Încarcă foto \| video | Raportează eroare |
| NT-I-m-B-10515.09 (RAN: 125034.01.05, 125034.01.06, 125034.01.07)  | Așezare                                                                             | sat Lunca; comuna Vânători-Neamț                  | „Poiana Slatinii” | Epoca bronzului, Cultura Costișa; cultura Noua; cultura Coslogeni                 | Încarcă foto \| video | Raportează eroare |
| NT-I-s-B-10516 (RAN: 121769.01)                                    | Necropolă                                                                           | sat Mastacăn; comuna Borlești                     | | sec. II - III p. Chr., Cultura carpică                                            | Încarcă foto \| video | Raportează eroare |
| NT-I-s-B-10517 (RAN: 122178.01)                                    | Situl arheologic de la Mănoaia                                                      | sat Mănoaia; comuna Costișa                       | în vatra satului, pe terasa din stânga râului Bistrița                                                                 |                                                                                   | Încarcă foto \| video | Raportează eroare |
| NT-I-m-B-10517.01 (RAN: 122178.01.02)                              | Așezare                                                                             | sat Mănoaia; comuna Costișa                       | În vatra satului, pe terasa din stânga râului Bistrița                                                                 | sec. X - XI                                                                       | Încarcă foto \| video | Raportează eroare |
| NT-I-m-B-10517.02 (RAN: 122178.01.01)                              | Așezare                                                                             | sat Mănoaia; comuna Costișa                       | În vatra satului, pe terasa din stânga râului Bistrița                                                                 | sec. IV - VI                                                                      | Încarcă foto \| video | Raportează eroare |
| NT-I-s-B-10518 (RAN: 123237.01)                                    | Situl arheologic de la Moldoveni, punct „Dealul Gabăra”                             | sat Moldoveni; comuna Moldoveni                   | „Dealul Gabăra” |                                                                                   | Încarcă foto \| video | Raportează eroare |
| NT-I-m-B-10518.01 (RAN: 123237.01.02)                              | Necropolă                                                                           | sat Moldoveni; comuna Moldoveni                   | „Dealul Gabăra” 46.83333°N 26.85°E                                                                                     | sec. II - IV p. Chr.                                                              | Încarcă foto \| video | Raportează eroare |
| NT-I-m-B-10518.02 (RAN: 123237.01.01)                              | Așezare                                                                             | sat Moldoveni; comuna Moldoveni                   | „Dealul Gabăra” 46.83333°N 26.85°E                                                                                     | Eneolitic, Cultura Cucuteni, faza B                                               | Încarcă foto \| video | Raportează eroare |
| NT-I-s-B-10519 (RAN: 122310.01)                                    | Siliștea satului Dolhești                                                           | sat Negrești; comuna Negrești                     | „Șes Dolhești” 47.01667°N 26.4°E                                                                                       | sec. XV-XVI                                                                       | Încarcă foto \| video | Raportează eroare |
| NT-I-s-B-10520 (RAN: 123503.01)                                    | Situl arheologic de la Negulești, punct „Deleni”                                    | sat Negulești; comuna Piatra Șoimului             | Str. Deleni |                                                                                   | Încarcă foto \| video | Raportează eroare |
| NT-I-m-B-10520.01 (RAN: 123503.01.01)                              | Așezare                                                                             | sat Negulești; comuna Piatra Șoimului             | Str. Deleni | Neolitic, Cultura Starèevo - Criș                                                 | Încarcă foto \| video | Raportează eroare |
| NT-I-m-B-10520.02 (RAN: 123503.01.02)                              | Așezare                                                                             | sat Negulești; comuna Piatra Șoimului             | Str. Deleni | Epoca bronzului timpuriu, Cultura amforelor sferice                               | Încarcă foto \| video | Raportează eroare |
| NT-I-s-B-10521 (RAN: 125052.01)                                    | Necropolă tumulară                                                                  | sat Nemțișor; comuna Vânători-Neamț               | „Braniște” | sec. III - IV p. Chr.                                                             | Încarcă foto \| video | Raportează eroare |
| NT-I-s-A-10522 (RAN: 122935.01)                                    | Ruinele curții boierești de la Netezi, punct „Brătuleț”                             | sat Netezi; comuna Grumăzești                     | „Brătuleț” | sec. XIV - XVI                                                                    | Încarcă foto \| video | Raportează eroare |
| NT-I-m-A-10522.01 (RAN: 122935.01.02)                              | Biserică                                                                            | sat Netezi; comuna Grumăzești                     | „Brătuleț” | sec. XIV - XVI                                                                    | Încarcă foto \| video | Raportează eroare |
| NT-I-m-A-10522.02 (RAN: 122935.01.01)                              | Așezare                                                                             | sat Netezi; comuna Grumăzești                     | „Brătuleț” | sec. XIII-XIV                                                                     | Încarcă foto \| video | Raportează eroare |
| NT-I-m-A-10522.03 (RAN: 122935.01.04)                              | Necropolă                                                                           | sat Netezi; comuna Grumăzești                     | „Brătuleț” | sec. XV - XVI                                                                     | Încarcă foto \| video | Raportează eroare |
| NT-I-s-B-10523 (RAN: 121974.01)                                    | Așezare                                                                             | sat Orțăști; comuna Drăgănești                    | „La Temelie” | sec. XIV - XVI                                                                    | Încarcă foto \| video | Raportează eroare |
| NT-I-s-B-10524 (RAN: 123763.01)                                    | Situl arheologic de la Pâncești, punct „La Saivane”                                 | sat Pâncești; comuna Pâncești                     | „La Saivane” |                                                                                   | Încarcă foto \| video | Raportează eroare |
| NT-I-m-B-10524.01 (RAN: 123763.01.01)                              | Așezare                                                                             | sat Pâncești; comuna Pâncești                     | „La Saivane” | sec. II - III p. Chr.                                                             | Încarcă foto \| video | Raportează eroare |
| NT-I-m-B-10524.02 (RAN: 123763.01.02)                              | Necropolă                                                                           | sat Pâncești; comuna Pâncești                     | „La Saivane” | sec. II - III p. Chr.                                                             | Încarcă foto \| video | Raportează eroare |
| NT-I-s-B-10526 (RAN: 123433.01)                                    | Situl arheologic de la Petricani, punct „Râpa lui Ravaru”                           | sat Petricani; comuna Petricani                   | „Râpa lui Ravaru” |                                                                                   | Încarcă foto \| video | Raportează eroare |
| NT-I-m-B-10526.01 (RAN: 123433.01.02)                              | Necropolă                                                                           | sat Petricani; comuna Petricani                   | „Râpa lui Ravaru” 47.16667°N 26.48333°E                                                                                | sec. IV p. Chr.                                                                   | Încarcă foto \| video | Raportează eroare |
| NT-I-m-B-10526.02 (RAN: 123433.01.01)                              | Așezare                                                                             | sat Petricani; comuna Petricani                   | „Râpa lui Ravaru” 47.16667°N 26.48333°E                                                                                | Eneolitic, Cultura Cucuteni, faza A                                               | Încarcă foto \| video | Raportează eroare |
| NT-I-s-B-10527 (RAN: 123488.01)                                    | Situl arheologic de la Piatra Șoimului, punct „Dealu Calu”                          | sat Piatra Șoimului; comuna Piatra Șoimului       | „Dealul Horodiștea - Calu” 46.85°N 26.45°E                                                                             |                                                                                   | Încarcă foto \| video | Raportează eroare |
| NT-I-m-B-10527.01                                                  | Așezare                                                                             | sat Piatra Șoimului; comuna Piatra Șoimului       | „Dealul Horodiștea - Calu”                                                                                             | Eneolitic, Cultura Cucuteni, faza A                                               | Încarcă foto \| video | Raportează eroare |
| NT-I-m-B-10527.02                                                  | Cetate                                                                              | sat Piatra Șoimului; comuna Piatra Șoimului       | „Dealul Horodiștea - Calu”                                                                                             | sec. I a. Chr.-I p. Chr.                                                          | Încarcă foto \| video | Raportează eroare |
| NT-I-s-B-10528 (RAN: 123683.01)                                    | Ruinele fostei mănăstiri Bociulești                                                 | sat Podoleni; comuna Podoleni                     | „La Ruine” 46.78333°N 26.58333°E                                                                                       | sec. XVII-XIX                                                                     | Alte imagini          | Raportează eroare |
| NT-I-s-B-10529 (RAN: 122329.01)                                    | Situl arheologic de la Poiana, punct „Siliștea”                                     | sat Poiana; comuna Dulcești                       | „Siliștea” |                                                                                   | Încarcă foto \| video | Raportează eroare |
| NT-I-m-B-10529.01 (RAN: 122329.01.03)                              | Așezare                                                                             | sat Poiana; comuna Dulcești                       | „Siliștea” 47.00806°N 26.77139°E                                                                                       | sec. VI - VIII, Epoca migrațiilor                                                 | Încarcă foto \| video | Raportează eroare |
| NT-I-m-B-10529.02 (RAN: 122329.01.02)                              | Așezare                                                                             | sat Poiana; comuna Dulcești                       | „Siliștea” 47.00806°N 26.77139°E                                                                                       | sec. II - III p. Chr., Latène târziu                                              | Încarcă foto \| video | Raportează eroare |
| NT-I-m-B-10529.03 (RAN: 122329.01.01)                              | Așezare                                                                             | sat Poiana; comuna Dulcești                       | „Siliștea” 47.00806°N 26.77139°E                                                                                       | Epoca bronzului târziu, Cultura Noua                                              | Încarcă foto \| video | Raportează eroare |
| NT-I-s-B-10530 (RAN: 122329.02)                                    | Situl arheologic de la Poiana, punct „Deasupra Varniței”                            | sat Poiana; comuna Dulcești                       | „Deasupra Varniței” |                                                                                   | Încarcă foto \| video | Raportează eroare |
| NT-I-m-B-10530.01 (RAN: 122329.02.01)                              | Așezare                                                                             | sat Poiana; comuna Dulcești                       | „Deasupra Varniței” 46.95°N 26.83333°E                                                                                 | sec. II - III p. Chr.                                                             | Încarcă foto \| video | Raportează eroare |
| NT-I-m-B-10530.02 (RAN: 122329.02.02)                              | Necropolă                                                                           | sat Poiana; comuna Dulcești                       | „Deasupra Varniței” 46.95°N 26.83333°E                                                                                 | sec. II - III p. Chr.                                                             | Încarcă foto \| video | Raportează eroare |
| NT-I-s-B-10531 (RAN: 123923.01)                                    | Așezare                                                                             | sat Răucești; comuna Răucești                     | „Dealul Munteni” | Eneolitic, Cultura Cucuteni, faza B                                               | Încarcă foto \| video | Raportează eroare |
| NT-I-s-B-10532 (RAN: 121448.01)                                    | Situl arheologic de la Rediu, punct „La Cetate”                                     | sat Rediu; comuna Bâra                            | „La Cetate” |                                                                                   | Încarcă foto \| video | Raportează eroare |
| NT-I-m-B-10532.01 (RAN: 121448.01.04)                              | Cetate de pământ                                                                    | sat Rediu; comuna Bâra                            | „La Cetate” 47.03333°N 27.01667°E                                                                                      | sec. XVIII                                                                        | Încarcă foto \| video | Raportează eroare |
| NT-I-m-B-10532.02 (RAN: 121448.01.03)                              | Așezare                                                                             | sat Rediu; comuna Bâra                            | „La Cetate” 47.03333°N 27.01667°E                                                                                      | sec. IV p. Chr.                                                                   | Încarcă foto \| video | Raportează eroare |
| NT-I-m-B-10532.03 (RAN: 121448.01.02)                              | Așezare                                                                             | sat Rediu; comuna Bâra                            | „La Cetate” 47.03333°N 27.01667°E                                                                                      | Hallstatt                                                                         | Încarcă foto \| video | Raportează eroare |
| NT-I-m-B-10532.04 (RAN: 121448.01.01)                              | Așezare                                                                             | sat Rediu; comuna Bâra                            | „La Cetate” 47.03333°N 27.01667°E                                                                                      | Eneolitic, Cultura Cucuteni                                                       | Încarcă foto \| video | Raportează eroare |
| NT-I-s-A-10534 (RAN: 120879.01)                                    | Cetatea Mușatină a Romanului                                                        | municipiul Roman                                  | Str. Alexandru cel Bun 5, „Parcul Zoologic” 46.93333°N 26.91667°E                                                      | 1392-înc. sec. XV.                                                                | Încarcă foto \| video | Raportează eroare |
| NT-I-s-B-10536 (RAN: 124215.02)                                    | Situl arheologic de la Săbăoani, punct „La Bisericuță”                              | sat Săbăoani; comuna Săbăoani                     | „La Bisericuță” 47.03333°N 26.88333°E                                                                                  |                                                                                   |                       | Raportează eroare |
| NT-I-m-B-10536.01 (RAN: 124215.02.06)                              | Ruinele bisericii catolice                                                          | sat Săbăoani; comuna Săbăoani                     | „La Bisericuță” 47.03333°N 26.88333°E                                                                                  | sec. XIV - XVI                                                                    |                       | Raportează eroare |
| NT-I-m-B-10536.02 (RAN: 124215.02.05)                              | Așezare                                                                             | sat Săbăoani; comuna Săbăoani                     | „La Bisericuță” 47.03333°N 26.88333°E                                                                                  | sec. XIV - XVII                                                                   | Încarcă foto \| video | Raportează eroare |
| NT-I-m-B-10536.03 (RAN: 124215.02.04)                              | Așezare                                                                             | sat Săbăoani; comuna Săbăoani                     | „La Bisericuță” 47.03333°N 26.88333°E                                                                                  | sec. VI-VII                                                                       | Încarcă foto \| video | Raportează eroare |
| NT-I-m-B-10536.04 (RAN: 124215.02.03)                              | Așezare                                                                             | sat Săbăoani; comuna Săbăoani                     | „La Bisericuță” 47.03333°N 26.88333°E                                                                                  | sec. II - III p. Chr.                                                             | Încarcă foto \| video | Raportează eroare |
| NT-I-m-B-10536.05 (RAN: 124215.02.02)                              | Așezare                                                                             | sat Săbăoani; comuna Săbăoani                     | „La Bisericuță” 47.03333°N 26.88333°E                                                                                  | Epoca bronzului                                                                   | Încarcă foto \| video | Raportează eroare |
| NT-I-m-B-10536.06 (RAN: 124215.02.01)                              | Așezare                                                                             | sat Săbăoani; comuna Săbăoani                     | „La Bisericuță” 47.03333°N 26.88333°E                                                                                  | Eneolitic, Cultura Cucuteni                                                       | Încarcă foto \| video | Raportează eroare |
| NT-I-s-B-10537 (RAN: 124215.01)                                    | Situl arheologic de la Săbăoani, punct „La Islaz”                                   | sat Săbăoani; comuna Săbăoani                     | „La Izlaz”, la 2 km E de sat 47.03333°N 26.88333°E                                                                     |                                                                                   | Încarcă foto \| video | Raportează eroare |
| NT-I-m-B-10537.01 (RAN: 124215.01.06)                              | Așezare                                                                             | sat Săbăoani; comuna Săbăoani                     | „La Izlaz” 47.03333°N 26.88333°E                                                                                       | sec. XIV - XV                                                                     | Încarcă foto \| video | Raportează eroare |
| NT-I-m-B-10537.02 (RAN: 124215.01.07)                              | Necropolă                                                                           | sat Săbăoani; comuna Săbăoani                     | „La Izlaz”, la 2 km E de sat 47.03333°N 26.88333°E                                                                     | sec. IV - VII                                                                     | Încarcă foto \| video | Raportează eroare |
| NT-I-m-B-10537.03 (RAN: 124215.01.05)                              | Așezare                                                                             | sat Săbăoani; comuna Săbăoani                     | „La Izlaz”, la 2 km E de sat 47.03333°N 26.88333°E                                                                     | sec. IV - VII                                                                     | Încarcă foto \| video | Raportează eroare |
| NT-I-m-B-10537.04 (RAN: 124215.01.04)                              | Așezare                                                                             | sat Săbăoani; comuna Săbăoani                     | „La Izlaz” 47.03333°N 26.88333°E                                                                                       | sec. II - III p. Chr.                                                             | Încarcă foto \| video | Raportează eroare |
| NT-I-m-B-10537.05 (RAN: 124215.01.03)                              | Așezare                                                                             | sat Săbăoani; comuna Săbăoani                     | „La Izlaz” 47.03333°N 26.88333°E                                                                                       | Hallstatt                                                                         | Încarcă foto \| video | Raportează eroare |
| NT-I-m-B-10537.06 (RAN: 124215.01.02)                              | Necropolă                                                                           | sat Săbăoani; comuna Săbăoani                     | „La Izlaz” 47.03333°N 26.88333°E                                                                                       | sec. II - III p. Chr.                                                             | Încarcă foto \| video | Raportează eroare |
| NT-I-s-B-10538 (RAN: 124215.03)                                    | Situl arheologic de la Săbăoani, punct „Turnul cu Apă”                              | sat Săbăoani; comuna Săbăoani                     | „Turnul de Apă” |                                                                                   | Încarcă foto \| video | Raportează eroare |
| NT-I-m-B-10538.01 (RAN: 124215.03.01)                              | Așezare                                                                             | sat Săbăoani; comuna Săbăoani                     | „Turnul de Apă” 47.03333°N 26.88333°E                                                                                  | sec. II - III p. Chr.                                                             | Încarcă foto \| video | Raportează eroare |
| NT-I-m-B-10538.02 (RAN: 124215.03.02)                              | Necropolă                                                                           | sat Săbăoani; comuna Săbăoani                     | „Turnul de Apă” 47.03333°N 26.88333°E                                                                                  | sec. II - III p. Chr.                                                             | Încarcă foto \| video | Raportează eroare |
| NT-I-s-B-10535 (RAN: 124108.01)                                    | Așezare fortificată                                                                 | sat Siliștea; comuna Români                       | „Cetățuia” 46.78333°N 26.71667°E                                                                                       | Epoca bronzului, Cultura Costișa                                                  | Încarcă foto \| video | Raportează eroare |
| NT-I-s-B-10539 (RAN: 124144.01)                                    | Așezare, punct „La Lutărie”                                                         | sat Slobozia; oraș Roznov                         | „La Lutărie” 46.86666°N 26.53333°E                                                                                     | sec. II - III p. Chr.                                                             | Încarcă foto \| video | Raportează eroare |
| NT-I-s-B-10540 (RAN: 124643.01)                                    | Situl arheologic de la Tămășeni, punct „La Siliște”                                 | sat Tămășeni; comuna Tămășeni                     | „La Siliște” |                                                                                   | Încarcă foto \| video | Raportează eroare |
| NT-I-m-B-10540.01 (RAN: 124643.01.04)                              | Așezare                                                                             | sat Tămășeni; comuna Tămășeni                     | „La Siliște” 45.98333°N 26.96667°E                                                                                     | sec. XIV - XVII                                                                   | Încarcă foto \| video | Raportează eroare |
| NT-I-m-B-10540.02 (RAN: 124643.01.03)                              | Așezare                                                                             | sat Tămășeni; comuna Tămășeni                     | „La Siliște” 45.98333°N 26.96667°E                                                                                     | sec. II - III p. Chr.                                                             | Încarcă foto \| video | Raportează eroare |
| NT-I-m-B-10540.03 (RAN: 124643.01.01)                              | Așezare                                                                             | sat Tămășeni; comuna Tămășeni                     | „La Siliște” 45.98333°N 26.96667°E                                                                                     | Epoca bronzului                                                                   | Încarcă foto \| video | Raportează eroare |
| NT-I-s-B-10541 (RAN: 123451.01)                                    | Situl arheologic de la Târpești, punct „La Râpa lui Bodai”                          | sat Târpești; comuna Petricani                    | „La Râpa lui Bodai” |                                                                                   | Încarcă foto \| video | Raportează eroare |
| NT-I-m-B-10541.01 (RAN: 123451.01.06)                              | Așezare                                                                             | sat Târpești; comuna Petricani                    | „La Râpa lui Bodai” 47.16667°N 26.43333°E                                                                              | sec. VI-VII                                                                       | Încarcă foto \| video | Raportează eroare |
| NT-I-m-B-10541.02 (RAN: 123451.01.05)                              | Așezare                                                                             | sat Târpești; comuna Petricani                    | „La Râpa lui Bodai” 47.16667°N 26.43333°E                                                                              | sec. II - III p. Chr.                                                             | Încarcă foto \| video | Raportează eroare |
| NT-I-m-B-10541.03 (RAN: 123451.01.04)                              | Așezare                                                                             | sat Târpești; comuna Petricani                    | „La Râpa lui Bodai” 47.16667°N 26.43333°E                                                                              | Hallstatt                                                                         | Încarcă foto \| video | Raportează eroare |
| NT-I-m-B-10541.04 (RAN: 123451.01.03)                              | Așezare                                                                             | sat Târpești; comuna Petricani                    | „La Râpa lui Bodai” 47.16667°N 26.43333°E                                                                              | Epoca bronzului târziu, Cultura Noua                                              | Încarcă foto \| video | Raportează eroare |
| NT-I-m-B-10541.05 (RAN: 123451.01.02)                              | Așezare                                                                             | sat Târpești; comuna Petricani                    | „La Râpa lui Bodai” 47.16667°N 26.43333°E                                                                              | Eneolitic, Cultura Cucuteni, faza A                                               | Încarcă foto \| video | Raportează eroare |
| NT-I-m-B-10541.06 (RAN: 123451.01.01)                              | Așezare                                                                             | sat Târpești; comuna Petricani                    | „La Râpa lui Bodai” 47.16667°N 26.43333°E                                                                              | Neolitic, Cultura Precucuteni                                                     | Încarcă foto \| video | Raportează eroare |
| NT-I-s-B-10542 (RAN: 122016.01)                                    | Necropolă tumulară                                                                  | sat Târzia; comuna Brusturi                       | Vatra satului 47.3°N 26.35°E                                                                                           | sec. III - IV p. Chr.                                                             | Încarcă foto \| video | Raportează eroare |
| NT-I-s-B-10543 (RAN: 122016.02)                                    | Așezare                                                                             | sat Târzia; comuna Brusturi                       | „La Izlaz” | Neolitic, Cultura Cucuteni, faza A                                                | Încarcă foto \| video | Raportează eroare |
| NT-I-s-B-10544 (RAN: 125089.01)                                    | Situl arheologic de la Traian, punct „La Izvoare”                                   | sat Traian; comuna Săbăoani                       | „La Izvoare” |                                                                                   | Încarcă foto \| video | Raportează eroare |
| NT-I-m-B-10544.01 (RAN: 125089.01.02)                              | Așezare                                                                             | sat Traian; comuna Săbăoani                       | „La Izvoare” 47.03333°N 26.85°E                                                                                        | sec. XIV - XV                                                                     | Încarcă foto \| video | Raportează eroare |
| NT-I-m-B-10544.02 (RAN: 125089.01.01)                              | Așezare                                                                             | sat Traian; comuna Săbăoani                       | „La Izvoare” 47.03333°N 26.85°E                                                                                        | sec. II - III p. Chr.                                                             | Încarcă foto \| video | Raportează eroare |
| NT-I-s-B-10545 (RAN: 125089.02)                                    | Situl arheologic de la Traian, punct „Dealul Fântînilor”                            | sat Traian; comuna Zănești                        | „Dealul Fântânilor” |                                                                                   | Încarcă foto \| video | Raportează eroare |
| NT-I-m-B-10545.01 (RAN: 125089.02.02)                              | Așezare                                                                             | sat Traian; comuna Zănești                        | „Dealul Fântânilor” 46.83333°N 26.58333°E                                                                              | Eneolitic, Cultura Cucuteni, faza AB                                              | Încarcă foto \| video | Raportează eroare |
| NT-I-m-B-10545.02 (RAN: 125089.02.01)                              | Așezare                                                                             | sat Traian; comuna Zănești                        | „Dealul Fântânilor” 46.83333°N 26.58333°E                                                                              | Neolitic mijlociu, Cultura ceramicii liniare                                      | Încarcă foto \| video | Raportează eroare |
| NT-I-s-B-10546 (RAN: 120762.01)                                    | Situl arheologic de la Văleni, punct „La Morișca”                                   | localitatea Văleni; comuna Văleni                 | „La Morișca” |                                                                                   | Încarcă foto \| video | Raportează eroare |
| NT-I-m-B-10546.01 (RAN: 120762.01.01)                              | Așezare                                                                             | localitatea Văleni; comuna Văleni                 | „La Morișca” | sec. VI-IX                                                                        | Încarcă foto \| video | Raportează eroare |
| NT-I-m-B-10546.02 (RAN: 120762.01.02)                              | Așezare                                                                             | localitatea Văleni; comuna Văleni                 | „La Morișca” | sec. II - III p. Chr.                                                             | Încarcă foto \| video | Raportează eroare |
| NT-I-m-B-10546.03 (RAN: 120762.01.03)                              | Necropolă                                                                           | localitatea Văleni; comuna Văleni                 | „La Morișca” | sec. II - III p. Chr.                                                             | Încarcă foto \| video | Raportează eroare |
| NT-I-m-B-10546.04                                                  | Așezare                                                                             | localitatea Văleni; comuna Văleni                 | „La Morișca” | Epoca bronzului                                                                   | Încarcă foto \| video | Raportează eroare |
| NT-I-s-B-10547 (RAN: 121590.01)                                    | Necropolă                                                                           | sat Vlădiceni; comuna Bârgăuani                   | „Bitca Vlădiceni” 46.95°N 26.65°E                                                                                      | sec. V - VI                                                                       | Încarcă foto \| video | Raportează eroare |
| NT-I-s-B-10548 (RAN: 121590.02)                                    | Situl arheologic de la Vlădiceni, punct „La Cânechiște”                             | sat Vlădiceni; comuna Bârgăuani                   | „La Cânechiște” |                                                                                   | Încarcă foto \| video | Raportează eroare |
| NT-I-m-B-10548.01 (RAN: 121590.02.02)                              | Așezare                                                                             | sat Vlădiceni; comuna Bârgăuani                   | „La Cânechiște” 46.95°N 26.68333°E                                                                                     | sec. VI-VII                                                                       | Încarcă foto \| video | Raportează eroare |
| NT-I-m-B-10548.02 (RAN: 121590.02.01)                              | Așezare                                                                             | sat Vlădiceni; comuna Bârgăuani                   | „La Cânechiște” 46.95°N 26.68333°E                                                                                     | sec. II - III p. Chr.                                                             | Încarcă foto \| video | Raportează eroare |
| NT-II-m-B-10549 (RAN: 120735.05)                                   | Biserica de lemn „Buna Vestire”                                                     | municipiul Piatra Neamț                           | Cartier Dărmănești, dealul Cozla (strămutată în 1999, pe locul schitului Draga) 46.96447°N 26.36768°E                  | 1779-1787                                                                         |                       | Raportează eroare |
| NT-II-m-B-10550                                                    | Biserica „Buna Vestire”                                                             | municipiul Piatra Neamț                           | Str. 1 Decembrie 1918, 118 46.95309°N 26.38508°E                                                                       | 1740                                                                              |                       | Raportează eroare |
| NT-II-a-B-10551                                                    | Ansamblu urban „Str. Alexandru cel Bun”                                             | municipiul Piatra Neamț                           | Str. Alexandru cel Bun 1-23                                                                                            | sf. sec. XIX-înc. sec. XX                                                         | Încarcă foto \| video | Raportează eroare |
| NT-II-m-B-10552                                                    | Liceul de Artă                                                                      | municipiul Piatra Neamț                           | Str. Alexandru cel Bun 2                                                                                               | 1862                                                                              |                       | Raportează eroare |
| NT-II-m-B-10553                                                    | Casă                                                                                | municipiul Piatra Neamț                           | Str. Alexandru cel Bun 3                                                                                               | 1900                                                                              |                       | Raportează eroare |
| NT-II-m-B-10554                                                    | Casă, azi Centrul de cercetări biologice și geologice                               | municipiul Piatra Neamț                           | Str. Alexandru cel Bun 6                                                                                               | înc. sec. XX                                                                      |                       | Raportează eroare |
| NT-II-m-B-10555                                                    | Casă                                                                                | municipiul Piatra Neamț                           | Str. Alexandru cel Bun 8                                                                                               | înc. sec. XX                                                                      |                       | Raportează eroare |
| NT-II-m-B-10556                                                    | Liceul „Calistrat Hogaș”                                                            | municipiul Piatra Neamț                           | Str. Alexandru cel Bun 19                                                                                              | 1928                                                                              |                       | Raportează eroare |
| NT-II-m-B-10557                                                    | Poșta centrală                                                                      | municipiul Piatra Neamț                           | Str. Alexandru cel Bun 21                                                                                              | 1930-1932                                                                         |                       | Raportează eroare |
| NT-II-m-B-10558                                                    | Casă de lemn Ivașcu                                                                 | municipiul Piatra Neamț                           | Str. Alexandru cel Bun 23                                                                                              | înc. sec. XIX                                                                     |                       | Raportează eroare |
| NT-II-a-B-10559                                                    | Ansamblul bisericii „Adormirea Maicii Domnului”                                     | municipiul Piatra Neamț                           | Str. Doja Gheorghe 12                                                                                                  | sec. XVIII - XX                                                                   |                       | Raportează eroare |
| NT-II-m-B-10559.01                                                 | Biserica de lemn „Adormirea Maicii Domnului”                                        | municipiul Piatra Neamț                           | Str. Doja Gheorghe 12                                                                                                  | 1776                                                                              |                       | Raportează eroare |
| NT-II-m-B-10559.02                                                 | Turn clopotniță                                                                     | municipiul Piatra Neamț                           | Str. Doja Gheorghe 12                                                                                                  | înc. sec. XVIII                                                                   |                       | Raportează eroare |
| NT-II-m-B-10560                                                    | Pretura, azi Complexul Muzeal Județean                                              | municipiul Piatra Neamț                           | Str. Eminescu Mihai 10 46.92798°N 26.36946°E                                                                           | înc. sec. XX                                                                      |                       | Raportează eroare |
| NT-II-m-B-10561                                                    | Casa Corbu                                                                          | municipiul Piatra Neamț                           | Str. Eminescu Mihai 28                                                                                                 | 1898                                                                              |                       | Raportează eroare |
| NT-II-m-B-10562                                                    | Tribunal județean, azi casă                                                         | municipiul Piatra Neamț                           | Str. Eminescu Mihai 30                                                                                                 | 1911                                                                              |                       | Raportează eroare |
| NT-II-m-B-10563 (RAN: 120735.06)                                   | Sinagogă                                                                            | municipiul Piatra Neamț                           | Str. Ernici Dimitrie 2 46.9337°N 26.37138°E                                                                            | 1766                                                                              | Alte imagini          | Raportează eroare |
| NT-II-m-B-10564                                                    | Gara Piatra Neamț și remiza de locomotive                                           | municipiul Piatra Neamț                           | Piața Gării 1 46.9275°N 26.3708°E                                                                                      | 1912-1913                                                                         |                       | Raportează eroare |
| NT-II-m-B-10565                                                    | Casa memorială „Calistrat Hogaș”                                                    | municipiul Piatra Neamț                           | Str. Hogaș Calistrat 1 46.93162°N 26.36593°E                                                                           | sec. XIX                                                                          | Alte imagini          | Raportează eroare |
| NT-II-m-B-10566                                                    | Muzeul de artă                                                                      | municipiul Piatra Neamț                           | Piața Libertății 2 46.9331°N 26.36811°E                                                                                | 1931                                                                              |                       | Raportează eroare |
| NT-II-a-A-10567 (RAN: 120735.07)                                   | Ansamblul Curții Domnești                                                           | municipiul Piatra Neamț                           | Piața Libertății 2 46.93333°N 26.36806°E                                                                               | sec. XV - XVI                                                                     | Alte imagini          | Raportează eroare |
| NT-II-m-A-10567.01                                                 | Biserica domnească „Nașterea Sf. Ioan Botezătorul”                                  | municipiul Piatra Neamț                           | Piața Libertății 2 46.93293°N 26.3689°E                                                                                | 1498                                                                              | Alte imagini          | Raportează eroare |
| NT-II-m-A-10567.03                                                 | Turn clopotniță                                                                     | municipiul Piatra Neamț                           | Piața Libertății 2 46.93327°N 26.36844°E                                                                               | 1499                                                                              | Alte imagini          | Raportează eroare |
| NT-II-m-A-10567.04                                                 | Ruine zid de incintă                                                                | municipiul Piatra Neamț                           | Piața Libertății 2 46.93274°N 26.36822°E                                                                               | sec. XV - XVII                                                                    |                       | Raportează eroare |
| NT-II-m-B-10568                                                    | Casă, azi Muzeul de Etnografie                                                      | municipiul Piatra Neamț                           | Piața Libertății 3 46.93334°N 26.36809°E                                                                               | 1931                                                                              |                       | Raportează eroare |
| NT-II-a-A-10730                                                    | Fosta mănăstire „Peste Vale”                                                        | municipiul Piatra Neamț                           | Str. Magnoliei 1, Cartier Văleni 46.90173°N 26.38825°E                                                                 | sec. XVIII-XX                                                                     |                       | Raportează eroare |
| NT-II-m-B-10614 (RAN: 120753.01)                                   | Biserica „Sf. Apostoli”                                                             | municipiul Piatra Neamț                           | Str. Nucului 5 | 1790                                                                              |                       | Raportează eroare |
| NT-II-m-B-10569                                                    | Casă                                                                                | municipiul Piatra Neamț                           | Str. Paharnicului 3 | 1927                                                                              |                       | Raportează eroare |
| NT-II-m-B-10570                                                    | Casa Paharnicului D. Gheorghiadis, azi Restaurant                                   | municipiul Piatra Neamț                           | Str. Paharnicului 5 | 1835                                                                              |                       | Raportează eroare |
| NT-II-m-B-10571                                                    | Jandarmeria, azi Centru militar                                                     | municipiul Piatra Neamț                           | Str. Petru Rareș 1 | 1929                                                                              |                       | Raportează eroare |
| NT-II-m-B-10572                                                    | Teatru                                                                              | municipiul Piatra Neamț                           | Piața Ștefan cel Mare 1 46.9275°N 26.3708°E                                                                            | 1929 Roger Bolomey (arhitect)                                                     |                       | Raportează eroare |
| NT-II-m-B-10573                                                    | Banca Națională Română, azi „Muzeul de Artă Eneolitică Cucuteni”                    | municipiul Piatra Neamț                           | Str. Ștefan cel Mare 3 46.9335°N 26.36841°E                                                                            | 1935 Roger Bolomey (arhitect)                                                     | Alte imagini          | Raportează eroare |
| NT-II-m-A-10567.02                                                 | Ruine beci, azi muzeu                                                               | municipiul Piatra Neamț                           | Str. Ștefan cel Mare 4, în fața Colegiului Național „Petru Rareș”                                                      | sec. XV                                                                           | Încarcă foto \| video | Raportează eroare |
| NT-II-m-B-10574                                                    | Colegiul Național „Petru Rareș”                                                     | municipiul Piatra Neamț                           | Str. Ștefan cel Mare 4 46.93332°N 26.3698°E                                                                            | 1890-1892                                                                         |                       | Raportează eroare |
| NT-II-m-A-10567.05                                                 | Muzeul Curții Domnești                                                              | municipiul Piatra Neamț                           | Str. Ștefan cel Mare 6-8                                                                                               | sec. XV - XVII                                                                    | Încarcă foto \| video | Raportează eroare |
| NT-II-m-B-10575                                                    | Casa cu amfore                                                                      | municipiul Piatra Neamț                           | Str. Ștefan cel Mare 14                                                                                                | sec. XIX                                                                          |                       | Raportează eroare |
| NT-II-m-B-10576                                                    | Vila Eliza, azi sediul S. C. „Moldavia” S. A.                                       | municipiul Piatra Neamț                           | Str. Ștefan cel Mare 18                                                                                                | 1929                                                                              |                       | Raportează eroare |
| NT-II-m-B-10577                                                    | Spital, azi fundația „Îngrijiri Comunitare”                                         | municipiul Piatra Neamț                           | Str. Ștefan cel Mare 23                                                                                                | 1860-1866                                                                         |                       | Raportează eroare |
| NT-II-m-B-10578                                                    | Casă                                                                                | municipiul Piatra Neamț                           | Str. Ștefan cel Mare 28                                                                                                | 1896                                                                              |                       | Raportează eroare |
| NT-II-m-B-10579                                                    | Casa Albu                                                                           | municipiul Piatra Neamț                           | Str. Ștefan cel Mare 33                                                                                                | sec. XIX                                                                          |                       | Raportează eroare |
| NT-II-m-B-10580                                                    | Casa Lalu                                                                           | municipiul Piatra Neamț                           | Str. Ștefan cel Mare 44 46.93692°N 26.36249°E                                                                          | 1914                                                                              |                       | Raportează eroare |
| NT-II-m-B-10581                                                    | Casa Elenei Cuza                                                                    | municipiul Piatra Neamț                           | Str. Ștefan cel Mare 55                                                                                                | sec. XIX                                                                          |                       | Raportează eroare |
| NT-II-m-B-10583                                                    | Colegiul Tehnic                                                                     | municipiul Piatra Neamț                           | Str. Ștefan cel Mare 67                                                                                                | 1927                                                                              |                       | Raportează eroare |
| NT-II-a-B-10584 (RAN: 125025.03)                                   | Ansamblul schitului Sihla                                                           | sat Agapia; comuna Agapia                         | 697 | sec. XVIII - XIX                                                                  | Alte imagini          | Raportează eroare |
| NT-II-m-B-10584.01                                                 | Biserica de lemn „Nașterea Sf. Ioan Botezătorul”                                    | sat Agapia; comuna Agapia                         | 697 | 1741                                                                              | Alte imagini          | Raportează eroare |
| NT-II-m-B-10584.02                                                 | Biserica de lemn „Schimbarea la Față”                                               | sat Agapia; comuna Agapia                         | 697 | 1763                                                                              |                       | Raportează eroare |
| NT-II-a-A-10627 (RAN: 121117.01)                                   | Mănăstirea Agapia                                                                   | sat Agapia; comuna Agapia                         | 47.16989°N 26.23554°E                                                                                                  | sec. XVII-XIX                                                                     | Alte imagini          | Raportează eroare |
| NT-II-m-A-10627.01                                                 | Biserica „Sf. Voievozi”                                                             | sat Agapia; comuna Agapia                         | | 1642-1647                                                                         | Alte imagini          | Raportează eroare |
| NT-II-m-A-10627.02                                                 | Paraclisul „Nașterea Maicii Domnuluii”                                              | sat Agapia; comuna Agapia                         | | 1864                                                                              |                       | Raportează eroare |
| NT-II-m-A-10627.05                                                 | Construcții din incintă                                                             | sat Agapia; comuna Agapia                         | | sec. XIX - XX                                                                     |                       | Raportează eroare |
| NT-II-m-A-10627.04                                                 | Case monahale                                                                       | sat Agapia; comuna Agapia                         | 551-652 | sec. XIX - XX                                                                     |                       | Raportează eroare |
| NT-II-m-A-10627.03                                                 | Biserica de lemn „Sf. Ioan Bogoslov”                                                | sat Agapia; comuna Agapia                         | 563 | 1821                                                                              |                       | Raportează eroare |
| NT-II-m-A-10627.06                                                 | Turn clopotniță                                                                     | sat Agapia; comuna Agapia                         | 632 | 1823                                                                              |                       | Raportează eroare |
| NT-II-m-A-10627.07                                                 | Bolnița de lemn „Adormirea Maicii Domnului”                                         | sat Agapia; comuna Agapia                         | 641 | 1780                                                                              | Alte imagini          | Raportează eroare |
| NT-II-m-B-10628                                                    | Casa scriitorului Alexandru Vlahuță                                                 | sat Agapia; comuna Agapia                         | 594 47.17018°N 26.23519°E                                                                                              | 1885                                                                              | Alte imagini          | Raportează eroare |
| NT-II-a-B-10585 (RAN: 122846.01)                                   | Mănăstirea Almaș                                                                    | sat Almaș; comuna Gârcina                         | Drumul Principal 47.01299°N 26.33043°E                                                                                 | sec. XVIII - XIX                                                                  | Alte imagini          | Raportează eroare |
| NT-II-m-B-10585.01                                                 | Biserica „Duminica Tuturor Sfinților”                                               | sat Almaș; comuna Gârcina                         | Drumul Principal | 1821                                                                              |                       | Raportează eroare |
| NT-II-m-B-10585.02                                                 | Case monahale                                                                       | sat Almaș; comuna Gârcina                         | Drumul Principal | sec. XIX                                                                          |                       | Raportează eroare |
| NT-II-m-B-10586 (RAN: 121509.01)                                   | Biserica „Adormirea Maicii Domnului”                                                | sat Bălănești; comuna Bârgăoani                   | Str. Spre Biserică | 1768-1775                                                                         | Alte imagini          | Raportează eroare |
| NT-II-m-B-10587                                                    | Fostul cazino                                                                       | sat Bălțătești; comuna Bălțătești                 | Str. Florilor 63 47.12383°N 26.31716°E                                                                                 | mij. sec. XIX                                                                     |                       | Raportează eroare |
| NT-II-m-B-10588                                                    | Teatrul Sătesc „Ion Kalinderu”, azi muzeu                                           | oraș Bicaz                                        | Str. Barajului 1 46.9118°N 26.08786°E                                                                                  | 1908-1912                                                                         | Încarcă foto \| video | Raportează eroare |
| NT-II-m-B-10589                                                    | Casa regală, azi primărie                                                           | oraș Bicaz                                        | Str. Barajului 4 46.91184°N 26.0889°E                                                                                  | 1912                                                                              |                       | Raportează eroare |
| NT-II-m-A-10591 (fost NT-II-m-B-10591) (RAN: 124965.01)            | Biserica „Buna Vestire” a fostei mănăstiri Bisericani                               | sat Bisericani; comuna Alexandru cel Bun          | 14 | 1512                                                                              | Încarcă foto \| video | Raportează eroare |
| NT-II-m-B-10592 (RAN: 122043.01)                                   | Biserica de lemn „Sf. Voievozi”                                                     | sat Bistricioara; comuna Ceahlău                  | | sec. XVIII                                                                        |                       | Raportează eroare |
| NT-II-a-A-10593 (RAN: 124974.02)                                   | Mănăstirea Bistrița                                                                 | sat Bistrița; comuna Alexandru cel Bun            | 672 46.95778°N 26.28927°E                                                                                              | sec. XIV - XIX                                                                    | Alte imagini          | Raportează eroare |
| NT-II-m-A-10593.01                                                 | Biserica „Adormirea Maicii Domnului” („Înălțarea Domnului” și „Sf. Ana”)            | sat Bistrița; comuna Alexandru cel Bun            | 672 | 1554                                                                              |                       | Raportează eroare |
| NT-II-m-A-10593.02                                                 | Turn clopotniță cu Paraclisul „Sf. Ioan cel Nou”                                    | sat Bistrița; comuna Alexandru cel Bun            | 672 | 1498                                                                              |                       | Raportează eroare |
| NT-II-m-A-10593.03                                                 | Turn intrare cu Paraclisul „Sf. Nicolae”                                            | sat Bistrița; comuna Alexandru cel Bun            | 672 | 1546                                                                              |                       | Raportează eroare |
| NT-II-m-A-10593.04                                                 | Casa Petru Rareș                                                                    | sat Bistrița; comuna Alexandru cel Bun            | 672 | sec. XVI                                                                          |                       | Raportează eroare |
| NT-II-m-A-10593.05                                                 | Stăreție                                                                            | sat Bistrița; comuna Alexandru cel Bun            | 672 | sec. XVIII                                                                        | Încarcă foto \| video | Raportează eroare |
| NT-II-m-A-10593.06                                                 | Ruine case domnești                                                                 | sat Bistrița; comuna Alexandru cel Bun            | 672 | sec. XV                                                                           | Încarcă foto \| video | Raportează eroare |
| NT-II-m-A-10593.09                                                 | Zid de incintă                                                                      | sat Bistrița; comuna Alexandru cel Bun            | 672 | sec. XVIII                                                                        |                       | Raportează eroare |
| NT-II-m-B-10594 (RAN: 121625.02)                                   | Biserica „Sf. Voievozi”                                                             | sat Bodeștii de Jos; comuna Bodești               | | sec. XVII                                                                         | Alte imagini          | Raportează eroare |
| NT-II-m-B-10596                                                    | Casa administratorului Domeniului Coroanei, azi Internat școlar                     | sat Borca; comuna Borca                           | | 1898                                                                              | Încarcă foto \| video | Raportează eroare |
| NT-II-m-B-10597                                                    | Ocolul Silvic, azi Școală                                                           | sat Borca; comuna Borca                           | | 1898                                                                              | Încarcă foto \| video | Raportează eroare |
| NT-II-a-B-10598 (RAN: 122481.02)                                   | Ansamblul bisericii „Înălțarea Domnului”                                            | sat Bozienii de Sus; comuna Ruginoasa             | | sec. XVII-XIX                                                                     |                       | Raportează eroare |
| NT-II-m-B-10598.01                                                 | Biserica „Înălțarea Domnului”                                                       | sat Bozienii de Sus; comuna Ruginoasa             | | sec. XVII                                                                         | Încarcă foto \| video | Raportează eroare |
| NT-II-m-B-10598.02                                                 | Turn clopotniță                                                                     | sat Bozienii de Sus; comuna Ruginoasa             | | 1855                                                                              | Încarcă foto \| video | Raportează eroare |
| NT-II-m-B-10599 (RAN: 122481.01)                                   | Casa Dimitrie Ghica, Azi „Centrul de Îngrijire și asistență Bozienii de Sus”        | sat Bozienii de Sus; comuna Ruginoasa             | 46.96084°N 26.70666°E                                                                                                  | înc. sec. XIX                                                                     | Încarcă foto \| video | Raportează eroare |
| NT-II-m-B-10600 (RAN: 122361.01)                                   | Biserica „Nașterea Sf. Ioan Botezătorul”                                            | sat Budești; comuna Făurei                        | | 1663                                                                              |                       | Raportează eroare |
| NT-II-m-B-10601 (RAN: 122971.01)                                   | Biserica „Intrarea în Biserică”                                                     | sat Buhalnița; comuna Hangu                       | | 1626-1629                                                                         | Încarcă foto \| video | Raportează eroare |
| NT-II-m-B-10602                                                    | Biserica de lemn „Sf. Voievozi”                                                     | sat Cășăria; comuna Dobreni                       | Str. Mășcătești 74, „La Livezi”, Cartier Mășcătești                                                                    | 1832                                                                              | Încarcă foto \| video | Raportează eroare |
| NT-II-a-B-10603 (RAN: 124448.02)                                   | Ansamblul bisericii „Sfinții Trei Ierarhi”                                          | sat Cârligi; comuna Ștefan cel Mare               | | sec. XVII - XVIII                                                                 | Alte imagini          | Raportează eroare |
| NT-II-m-B-10603.01                                                 | Biserica „Sfinții Trei Ierarhi”                                                     | sat Cârligi; comuna Ștefan cel Mare               | | 1660                                                                              |                       | Raportează eroare |
| NT-II-m-B-10603.02                                                 | Clopotniță                                                                          | sat Cârligi; comuna Ștefan cel Mare               | | 1796                                                                              |                       | Raportează eroare |
| NT-II-m-B-10604 (RAN: 124448.01)                                   | Conacul Dimitrie Sturdza                                                            | sat Cârligi; comuna Ștefan cel Mare               | 47.00387°N 26.52232°E                                                                                                  | sec. XVII - XVIII                                                                 | Alte imagini          | Raportează eroare |
| NT-II-m-B-10605                                                    | Hanul Caragea, azi casă                                                             | sat Cârligi; comuna Ștefan cel Mare               | | sec. XIX                                                                          | Alte imagini          | Raportează eroare |
| NT-II-a-A-10606                                                    | Ansamblul schitului „Sf. Ana”                                                       | sat Ceahlău; comuna Ceahlău                       | | sec. XVIII - XIX                                                                  | Încarcă foto \| video | Raportează eroare |
| NT-II-m-A-10606.01                                                 | Biserica de lemn „Sf. Ana”                                                          | sat Ceahlău; comuna Ceahlău                       | | 1730                                                                              | Încarcă foto \| video | Raportează eroare |
| NT-II-m-A-10606.02                                                 | Turn clopotniță                                                                     | sat Ceahlău; comuna Ceahlău                       | | sf. sec. XIX                                                                      | Încarcă foto \| video | Raportează eroare |
| NT-II-a-B-10607                                                    | Mănăstirea Durău                                                                    | sat Ceahlău; comuna Ceahlău                       | 46.99765°N 25.92186°E                                                                                                  | sec. XVIII - XX                                                                   |                       | Raportează eroare |
| NT-II-m-B-10607.01                                                 | Biserica „Buna Vestire”                                                             | sat Ceahlău; comuna Ceahlău                       | | 1835                                                                              | Încarcă foto \| video | Raportează eroare |
| NT-II-m-B-10607.02                                                 | Casa Mitropolitului Veniamin Costachi                                               | sat Ceahlău; comuna Ceahlău                       | | 1832                                                                              | Încarcă foto \| video | Raportează eroare |
| NT-II-m-B-10607.03                                                 | Casa Varahil Moraru                                                                 | sat Ceahlău; comuna Ceahlău                       | | sec. XIX                                                                          | Încarcă foto \| video | Raportează eroare |
| NT-II-m-B-10607.04                                                 | Stăreția                                                                            | sat Ceahlău; comuna Ceahlău                       | | sec. XIX                                                                          | Încarcă foto \| video | Raportează eroare |
| NT-II-m-B-10607.05                                                 | Clopotniță de zid                                                                   | sat Ceahlău; comuna Ceahlău                       | | sec. XX                                                                           | Încarcă foto \| video | Raportează eroare |
| NT-II-m-B-10607.06                                                 | Clopotniță de lemn                                                                  | sat Ceahlău; comuna Ceahlău                       | | 1830-1835                                                                         | Alte imagini          | Raportează eroare |
| NT-II-a-B-10608 (RAN: 122034.01)                                   | Ansamblul fostului schit Hangu                                                      | sat Ceahlău; comuna Ceahlău                       | | sec. XVII-XIX paharnicul Gheorghe Coci (ctitor)                                   |                       | Raportează eroare |
| NT-II-m-B-10608.01                                                 | Biserica „Pogorârea Sf. Duh”                                                        | sat Ceahlău; comuna Ceahlău                       | | 1639                                                                              | Încarcă foto \| video | Raportează eroare |
| NT-II-m-B-10608.02                                                 | Ruinele palatului cnejilor                                                          | sat Ceahlău; comuna Ceahlău                       | | sec. XVII - XVIII                                                                 | Încarcă foto \| video | Raportează eroare |
| NT-II-m-B-10608.03                                                 | Zid de incintă                                                                      | sat Ceahlău; comuna Ceahlău                       | | 1676                                                                              | Încarcă foto \| video | Raportează eroare |
| NT-II-a-B-10609                                                    | Ansamblul bisericii „Sf. Nicolae”                                                   | sat Chirițeni; comuna Hangu                       | | sec. XIX                                                                          | Încarcă foto \| video | Raportează eroare |
| NT-II-m-B-10609.01                                                 | Biserica de lemn „Sf. Nicolae”                                                      | sat Chirițeni; comuna Hangu                       | | 1829                                                                              | Încarcă foto \| video | Raportează eroare |
| NT-II-m-B-10609.02                                                 | Turn clopotniță                                                                     | sat Chirițeni; comuna Hangu                       | | 1870                                                                              | Încarcă foto \| video | Raportează eroare |
| NT-II-m-B-10610 (RAN: 121634.02)                                   | Biserica de lemn „Sf. Ioan Bogoslov”                                                | sat Corni; comuna Bodești                         | 47.04222°N 26.47722°E                                                                                                  | 1730-1734                                                                         | Alte imagini          | Raportează eroare |
| NT-II-a-B-10611                                                    | Ansamblul conacului Cantacuzino - Pașcanu                                           | sat Costișa; comuna Costișa                       | 46.75022°N 26.66576°E                                                                                                  | sec. XIX - XX                                                                     |                       | Raportează eroare |
| NT-II-m-B-10611.01                                                 | Conacul Cantacuzino-Pașcanu                                                         | sat Costișa; comuna Costișa                       | | sf. sec. XIX                                                                      | Încarcă foto \| video | Raportează eroare |
| NT-II-m-B-10611.02                                                 | Parc cu lacuri                                                                      | sat Costișa; comuna Costișa                       | | sec. XIX                                                                          | Încarcă foto \| video | Raportează eroare |
| NT-II-m-B-10612 (RAN: 121901.01)                                   | Biserica de lemn „Cuvioasa Paraschiva”                                              | sat Crăiești; comuna Bozieni                      | Str. Eternității | 1680                                                                              | Alte imagini          | Raportează eroare |
| NT-II-a-B-10613                                                    | Ansamblul bisericii „Tăierea Capului Sf. Ioan Botezătorul”                          | sat Davideni; comuna Țibucani                     | | sec. XVIII - XIX                                                                  | Încarcă foto \| video | Raportează eroare |
| NT-II-m-B-10613.01                                                 | Biserica „Tăierea Capului Sf. Ioan Botezătorul”                                     | sat Davideni; comuna Țibucani                     | | 1774                                                                              | Încarcă foto \| video | Raportează eroare |
| NT-II-m-B-10613.02                                                 | Turn clopotniță                                                                     | sat Davideni; comuna Țibucani                     | | sec. XIX                                                                          | Încarcă foto \| video | Raportează eroare |
| NT-II-a-B-10615                                                    | Fosta mănăstire Doljești                                                            | sat Doljești; comuna Doljești                     | | sec. XVIII - XX                                                                   |                       | Raportează eroare |
| NT-II-m-B-10615.01                                                 | Biserica „Sf. Treime”                                                               | sat Doljești; comuna Doljești                     | | 1765-1774, adăugiri 1884                                                          | Alte imagini          | Raportează eroare |
| NT-II-m-B-10615.02                                                 | Turn clopotniță                                                                     | sat Doljești; comuna Doljești                     | | 1884                                                                              | Încarcă foto \| video | Raportează eroare |
| NT-II-m-B-10616                                                    | Moară                                                                               | sat Dulcești; comuna Dulcești                     | 14 | 1929                                                                              | Încarcă foto \| video | Raportează eroare |
| NT-II-m-B-10617 (RAN: 122472.03)                                   | Biserica „Pogorârea Sf. Duh”                                                        | sat Dulcești; comuna Dulcești                     | 38 | 1605, transf. sec. XVIII și XIX                                                   | Alte imagini          | Raportează eroare |
| NT-II-m-A-10618 (RAN: 122560.01)                                   | Biserica de lemn „Cuvioasa Paraschiva”                                              | sat Farcașa; comuna Farcașa                       | Pe șoseaua Piatra Neamț - Bicaz - Broșteni - Vatra Dornei 47.16333°N 25.84944°E                                        | 1774, adăugiri sec. XIX Ion Zugravul (zugravi)                                    | Alte imagini          | Raportează eroare |
| NT-II-m-B-10619                                                    | Biserica de lemn „Sf. Gheorghe”                                                     | sat Galu; comuna Poiana Teiului                   | 47.125°N 25.90611°E | 1818 Iconostasul creat de Ion Zugravul de la Răpciuni                             | Alte imagini          | Raportează eroare |
| NT-II-m-B-10620.01                                                 | Biserica „Sf. Dumitru”                                                              | sat Gâdinți; comuna Gâdinți                       | Str. Bisericii 2 | 1812                                                                              |                       | Raportează eroare |
| NT-II-m-B-10620.02                                                 | Turn clopotniță                                                                     | sat Gâdinți; comuna Gâdinți                       | Str. Bisericii 2 | sec. XIX                                                                          |                       | Raportează eroare |
| NT-II-a-B-10620                                                    | Ansamblul bisericii „Sf. Dumitru”                                                   | sat Gâdinți; comuna Gâdinți                       | Str. Bisericii 2 | sec. XIX                                                                          | Alte imagini          | Raportează eroare |
| NT-II-m-B-10621                                                    | Conacul Bogdan, azi Spital de bolnavi psihic                                        | sat Gâdinți; comuna Gâdinți                       | Str. Bisericii 2 46.94627°N 26.99744°E                                                                                 | sec. XIX                                                                          |                       | Raportează eroare |
| NT-II-m-B-10623                                                    | Biserica de lemn „Sf. Nicolae”                                                      | sat Girov; comuna Girov                           | fostul sat Conțești | 1828                                                                              |                       | Raportează eroare |
| NT-II-m-B-10622 (RAN: 122837.01)                                   | Biserica „Pogorârea Sf. Duh”                                                        | sat Gârcina; comuna Gârcina                       | Str. Principală | 1668                                                                              | Alte imagini          | Raportează eroare |
| NT-II-m-B-10624                                                    | Bisericia de lemn „Duminica Tuturor Sfinților”                                      | sat Grințieș; comuna Grințieș                     | 47.0414°N 25.8773°E | sec. XVIII - XIX Teodosie Zugravul (zugravi)                                      |                       | Raportează eroare |
| NT-II-m-A-10625                                                    | Biserica de lemn „Sf. Voievozi”                                                     | sat Groși; comuna Brusturi                        | | 1806                                                                              | Alte imagini          | Raportează eroare |
| NT-II-a-B-10626                                                    | Ansamblul bisericii „Tăierea Capului Sf. Ioan Botezătorul”                          | sat Gura Văii; comuna Girov                       | | sec. XIX                                                                          |                       | Raportează eroare |
| NT-II-m-B-10626.01                                                 | Biserica de lemn „Tăierea Capului Sf. Ioan Botezătorul”                             | sat Gura Văii; comuna Girov                       | | 1817-1822                                                                         |                       | Raportează eroare |
| NT-II-m-B-10626.02                                                 | Turn clopotniță                                                                     | sat Gura Văii; comuna Girov                       | | sec. XIX                                                                          | Încarcă foto \| video | Raportează eroare |
| NT-II-a-A-10629 (RAN: 125043.01)                                   | Mănăstirea Neamț                                                                    | sat Mănăstirea Neamț; comuna Vânători-Neamț       | Str. Arhiereul Chiriac Nicolau 40 47.2635°N 26.2091°E                                                                  | 1393 - 1960, sec. XIV - XIX                                                       | Alte imagini          | Raportează eroare |
| NT-II-m-A-10629.01 (RAN: 125043.01.01)                             | Biserica „Înălțarea Domnului”                                                       | sat Mănăstirea Neamț; comuna Vânători-Neamț       | Str. Arhiereul Chiriac Nicolau 40 47.26363°N 26.20943°E                                                                | 1497                                                                              | Alte imagini          | Raportează eroare |
| NT-II-m-A-10629.02 (RAN: 125043.01.02)                             | Vestigiile bisericilor I și II                                                      | sat Mănăstirea Neamț; comuna Vânători-Neamț       | Str. Arhiereul Chiriac Nicolau 40 47.2634°N 26.2091°E                                                                  | sf. sec. XIV-juma.sec. XV                                                         |                       | Raportează eroare |
| NT-II-m-A-10629.03                                                 | Biserica „Sf. Gheorghe” (E)                                                         | sat Mănăstirea Neamț; comuna Vânători-Neamț       | Str. Arhiereul Chiriac Nicolau 40 47.2634°N 26.2087°E                                                                  | 1826                                                                              |                       | Raportează eroare |
| NT-II-m-A-10629.04                                                 | Turn clopotniță de poartă cu paraclisul „Buna Vestire” (V)                          | sat Mănăstirea Neamț; comuna Vânători-Neamț       | Str. Arhiereul Chiriac Nicolau 40 47.26334°N 26.20861°E                                                                | 1821                                                                              |                       | Raportează eroare |
| NT-II-m-A-10629.05                                                 | Paraclisul „Adormirea Maicii Domnului” (N)                                          | sat Mănăstirea Neamț; comuna Vânători-Neamț       | Str. Arhiereul Chiriac Nicolau 40                                                                                      | 1809, transformat 1843                                                            | Încarcă foto \| video | Raportează eroare |
| NT-II-m-A-10629.06                                                 | Paraclisul „Sf. Pantelimon” (S)                                                     | sat Mănăstirea Neamț; comuna Vânători-Neamț       | Str. Arhiereul Chiriac Nicolau 40                                                                                      | 1820, refaceri 1843                                                               | Încarcă foto \| video | Raportează eroare |
| NT-II-m-A-10629.07                                                 | Turnul Pârgului                                                                     | sat Mănăstirea Neamț; comuna Vânători-Neamț       | Str. Arhiereul Chiriac Nicolau 40                                                                                      | sec. XV, modif. 1745                                                              | Încarcă foto \| video | Raportează eroare |
| NT-II-m-A-10629.08                                                 | Clădiri incintă                                                                     | sat Mănăstirea Neamț; comuna Vânători-Neamț       | Str. Arhiereul Chiriac Nicolau 40 47.2635°N 26.2092°E                                                                  | 1796                                                                              |                       | Raportează eroare |
| NT-II-m-A-10629.09                                                 | Agheazmatar                                                                         | sat Mănăstirea Neamț; comuna Vânători-Neamț       | Str. Arhiereul Chiriac Nicolau 40 47.2733°N 26.1972°E                                                                  | 1836                                                                              |                       | Raportează eroare |
| NT-II-m-A-10629.10                                                 | Biserica - bolniță „Sf. Ioan cel Nou”                                               | sat Mănăstirea Neamț; comuna Vânători-Neamț       | Str. Arhiereul Chiriac Nicolau 40                                                                                      | 1848                                                                              | Încarcă foto \| video | Raportează eroare |
| NT-II-m-A-10629.11 (RAN: 125043.01.03)                             | Casa Nicodim                                                                        | sat Mănăstirea Neamț; comuna Vânători-Neamț       | Str. Arhiereul Chiriac Nicolau 40                                                                                      | 1846                                                                              | Încarcă foto \| video | Raportează eroare |
| NT-II-m-A-10629.12                                                 | Casele monahale                                                                     | sat Mănăstirea Neamț; comuna Vânători-Neamț       | Str. Arhiereul Chiriac Nicolau 40                                                                                      | sec. XVIII - XX                                                                   | Încarcă foto \| video | Raportează eroare |
| NT-II-a-B-10630                                                    | Ansamblul bisericii „Sf. Ioan Bogoslov Evanghelistul”                               | sat Mănăstirea Neamț; comuna Vânători-Neamț       | | sec. XIX                                                                          |                       | Raportează eroare |
| NT-II-m-B-10630.01                                                 | Biserica „Sf. Ioan Bogoslov Evanghelistul”                                          | sat Mănăstirea Neamț; comuna Vânători-Neamț       | 47.2733°N 26.1972°E | 1834                                                                              |                       | Raportează eroare |
| NT-II-m-B-10630.02                                                 | Clopotniță                                                                          | sat Mănăstirea Neamț; comuna Vânători-Neamț       | | 1861                                                                              | Încarcă foto \| video | Raportează eroare |
| NT-II-a-B-10631 (RAN: 125043.02)                                   | Ansamblul schitului Vovidenia                                                       | sat Mănăstirea Neamț; comuna Vânători-Neamț       | Str. Sadoveanu Mihail 84 47.2564°N 26.208°E                                                                            | sec. XVII - XVIII                                                                 | Alte imagini          | Raportează eroare |
| NT-II-m-B-10631.01                                                 | Biserica „Intrarea în Biserică”                                                     | sat Mănăstirea Neamț; comuna Vânători-Neamț       | Str. Sadoveanu Mihail 84 47.25635°N 26.20796°E                                                                         | 1849-1857                                                                         |                       | Raportează eroare |
| NT-II-m-B-10631.02                                                 | Case monahale                                                                       | sat Mănăstirea Neamț; comuna Vânători-Neamț       | Str. Sadoveanu Mihail 84                                                                                               | sec. XIX - XX                                                                     | Încarcă foto \| video | Raportează eroare |
| NT-II-a-B-10632 (RAN: 125043.03)                                   | Ansamblul Schitului Pocrov                                                          | sat Mănăstirea Neamț; comuna Vânători-Neamț       | Str. Sadoveanu Mihail 83                                                                                               | sec. XVIII - XIX                                                                  | Alte imagini          | Raportează eroare |
| NT-II-m-B-10632.01                                                 | Biserica de lemn „Acoperământul Maicii Domnului”                                    | sat Mănăstirea Neamț; comuna Vânători-Neamț       | Str. Sadoveanu Mihail 83                                                                                               | 1714                                                                              |                       | Raportează eroare |
| NT-II-m-B-10632.02                                                 | Turn clopotniță din lemn                                                            | sat Mănăstirea Neamț; comuna Vânători-Neamț       | Str. Sadoveanu Mihail 83                                                                                               | 1714                                                                              | Încarcă foto \| video | Raportează eroare |
| NT-II-m-B-10633 (RAN: 123184.01)                                   | Biserica „Adormirea Maicii Domnului”                                                | sat Mărgineni; comuna Mărgineni                   | | 1769, reparații 1926                                                              | Încarcă foto \| video | Raportează eroare |
| NT-II-m-A-10634 (RAN: 124741.01)                                   | Biserica „Duminica Tuturor Sfinților”                                               | sat Miron Costin; comuna Trifești                 | | 1520, adăugiri 1700 și 1894                                                       | Alte imagini          | Raportează eroare |
| NT-II-a-B-10635                                                    | Ansamblu de case de lemn                                                            | sat Negulești; comuna Piatra Șoimului             | | sec. XVIII - XIX                                                                  | Încarcă foto \| video | Raportează eroare |
| NT-II-m-B-10636                                                    | Biserica de lemn „Sf. Voievozi”                                                     | sat Pâncești; comuna Pâncești                     | | 1802, adăugiri 1972                                                               |                       | Raportează eroare |
| NT-II-a-A-10637                                                    | Mănăstirea Pângărați                                                                | sat Pângărați; comuna Pângărați                   | 46.9337°N 26.1805°E | sec. XV - XXI                                                                     |                       | Raportează eroare |
| NT-II-m-A-10637.01                                                 | Biserica „Sf. Dumitru”, „Sf. Arhangheli Mihail și Gavril”                           | sat Pângărați; comuna Pângărați                   | 46.9337°N 26.1794°E | 1552-1560                                                                         |                       | Raportează eroare |
| NT-II-m-A-10637.02                                                 | Corp chilii                                                                         | sat Pângărați; comuna Pângărați                   | 46.9335°N 26.1799°E | sec. XVI                                                                          |                       | Raportează eroare |
| NT-II-m-A-10637.03                                                 | Zid de incintă                                                                      | sat Pângărați; comuna Pângărați                   | | sec. XIX                                                                          |                       | Raportează eroare |
| NT-II-m-A-10637.04                                                 | Fundații turn clopotniță                                                            | sat Pângărați; comuna Pângărați                   | 46.9335°N 26.1795°E | sec. XVI, transf. 1857. Peste fundațiile vechi s-a ridicat turnul actual în 2008. |                       | Raportează eroare |
| NT-II-m-A-10637.05                                                 | Turn de nord-est                                                                    | sat Pângărați; comuna Pângărați                   | | sec. XVI, transf. sec. XIX-XX                                                     | Încarcă foto \| video | Raportează eroare |
| NT-II-a-B-10638                                                    | Ansamblul bisericii „Sf. Gheorghe”                                                  | sat Petru Vodă; comuna Poiana Teiului             | | sec. XVIII - XIX                                                                  |                       | Raportează eroare |
| NT-II-m-B-10638.01                                                 | Biserica „Sf. Gheorghe”                                                             | sat Petru Vodă; comuna Poiana Teiului             | | 1762-1783                                                                         | Încarcă foto \| video | Raportează eroare |
| NT-II-m-B-10638.02                                                 | Turn clopotniță de lemn                                                             | sat Petru Vodă; comuna Poiana Teiului             | | 1832                                                                              | Încarcă foto \| video | Raportează eroare |
| NT-II-m-A-10730.02                                                 | Turn clopotniță                                                                     | municipiul Piatra Neamț                           | Cartier Văleni | sec. XVIII                                                                        |                       | Raportează eroare |
| NT-II-m-A-10730.01                                                 | Biserica de lemn „Schimbarea la Față” a fostei mănăstiri „Peste Vale”               | municipiul Piatra Neamț                           | Str. Magnoliei 1, Cartier Văleni                                                                                       | 1560, adăugiri sec. XVIII                                                         |                       | Raportează eroare |
| NT-II-m-B-10639 (RAN: 123488.02)                                   | Biserica de lemn „Sf. Ioan Bogoslov”                                                | sat Piatra Șoimului; comuna Piatra Șoimului       | Str. Bisericii 45 | 1792                                                                              |                       | Raportează eroare |
| NT-II-m-B-10640.01                                                 | Biserica de lemn „Sf. Nicolae”                                                      | sat Pipirig; comuna Pipirig                       | | 1807                                                                              |                       | Raportează eroare |
| NT-II-m-B-10640.02                                                 | Turn clopotniță                                                                     | sat Pipirig; comuna Pipirig                       | | 1864                                                                              | Încarcă foto \| video | Raportează eroare |
| NT-II-a-B-10640                                                    | Ansamblul bisericii „Sf. Nicolae”                                                   | sat Pipirig; comuna Pipirig                       | Str. Creangă Ion 351                                                                                                   | sec. XIX - XX                                                                     |                       | Raportează eroare |
| NT-II-m-B-10641.01                                                 | Conacul Krupenski                                                                   | sat Podoleni; comuna Podoleni                     | Str. Podoleanu Alexandru 904                                                                                           | sec. XVIII                                                                        | Încarcă foto \| video | Raportează eroare |
| NT-II-m-B-10641.02                                                 | Parc dendrologic                                                                    | sat Podoleni; comuna Podoleni                     | Str. Podoleanu Alexandru 904                                                                                           | sf. sec. XVIII, transf. cca. 1810                                                 | Încarcă foto \| video | Raportează eroare |
| NT-II-a-B-10641 (RAN: 123683.05)                                   | Ansamblul conacului Krupenski                                                       | sat Podoleni; comuna Podoleni                     | Str. Podoleanu Alexandru 904 46.79888°N 26.62322°E                                                                     | 1789-1800                                                                         | Încarcă foto \| video | Raportează eroare |
| NT-II-m-B-10642                                                    | Biserica de lemn „Sf. Ioan Botezătorul”                                             | sat Poiana; comuna Brusturi                       | | 1924                                                                              | Încarcă foto \| video | Raportează eroare |
| NT-II-a-B-10643 (RAN: 122230.01)                                   | Mănăstirea Horaița                                                                  | sat Poiana Crăcăoani; comuna Crăcăoani            | | sec. XVII - XX                                                                    |                       | Raportează eroare |
| NT-II-m-B-10643.01                                                 | Biserica „Botezul Domnului”                                                         | sat Poiana Crăcăoani; comuna Crăcăoani            | | 1824                                                                              | Încarcă foto \| video | Raportează eroare |
| NT-II-m-B-10643.02                                                 | Paraclisul „Sf. Nicolae”                                                            | sat Poiana Crăcăoani; comuna Crăcăoani            | | sec. XVII                                                                         | Încarcă foto \| video | Raportează eroare |
| NT-II-m-B-10643.03                                                 | Stăreție                                                                            | sat Poiana Crăcăoani; comuna Crăcăoani            | | înc. sec. XX                                                                      | Încarcă foto \| video | Raportează eroare |
| NT-II-m-B-10643.04                                                 | Turn clopotniță                                                                     | sat Poiana Crăcăoani; comuna Crăcăoani            | | sec. XVIII, ref. sec. XIX                                                         | Încarcă foto \| video | Raportează eroare |
| NT-II-a-B-10644 (RAN: 123861.01)                                   | Ansamblul bisericii „Buna Vestire”                                                  | sat Poiana Largului; comuna Poiana Teiului        | | sec. XVIII - XIX                                                                  |                       | Raportează eroare |
| NT-II-m-B-10644.01                                                 | Biserica de lemn „Buna Vestire”                                                     | sat Poiana Largului; comuna Poiana Teiului        | | 1741                                                                              |                       | Raportează eroare |
| NT-II-m-B-10644.02                                                 | Turn clopotniță                                                                     | sat Poiana Largului; comuna Poiana Teiului        | | sec. XIX                                                                          | Încarcă foto \| video | Raportează eroare |
| NT-II-a-B-10645                                                    | Ansamblul bisericii „Sfinții Trei Ierarhi”                                          | sat Poiana Largului; comuna Poiana Teiului        | | sec. XIX                                                                          |                       | Raportează eroare |
| NT-II-m-B-10645.02                                                 | Turn clopotniță                                                                     | sat Poiana Largului; comuna Poiana Teiului        | | sec. XIX                                                                          | Încarcă foto \| video | Raportează eroare |
| NT-II-m-B-10646 (RAN: 124055.01)                                   | Biserica de lemn „Buna Vestire”                                                     | sat Poloboc; comuna Rediu                         | 54 | 1730                                                                              |                       | Raportează eroare |
| NT-II-m-B-20193                                                    | Ansamblu de case de lemn                                                            | sat Popești; comuna Farcașa                       | | sec. XVIII - XIX                                                                  | Încarcă foto \| video | Raportează eroare |
| NT-II-a-A-10647 (RAN: 123996.01)                                   | Mănăstirea Războieni                                                                | sat Războieni; comuna Războieni                   | 47.08671°N 26.55451°E                                                                                                  | sec. XV-XX                                                                        |                       | Raportează eroare |
| NT-II-m-A-10647.01                                                 | Biserica „Sf. Voievozi”                                                             | sat Războieni; comuna Războieni                   | | 1496                                                                              | Alte imagini          | Raportează eroare |
| NT-II-m-A-10647.02                                                 | Turn clopotniță                                                                     | sat Războieni; comuna Războieni                   | | 1862                                                                              | Încarcă foto \| video | Raportează eroare |
| NT-II-m-A-10647.03                                                 | Stăreție                                                                            | sat Războieni; comuna Războieni                   | | sec. XX                                                                           | Încarcă foto \| video | Raportează eroare |
| NT-II-m-A-10647.04                                                 | Case monahale                                                                       | sat Războieni; comuna Războieni                   | | sec. XIX - XX                                                                     | Încarcă foto \| video | Raportează eroare |
| NT-II-m-B-10648                                                    | Biserica de lemn „Sf. Voievozi”                                                     | sat Rediu; comuna Rediu                           | 647 | 1825                                                                              | Alte imagini          | Raportează eroare |
| NT-II-m-B-10650                                                    | Casa Prisecaru                                                                      | municipiul Roman                                  | Str. Alecsandri Vasile 6                                                                                               | sec. XIX                                                                          | Încarcă foto \| video | Raportează eroare |
| NT-II-m-B-10651                                                    | Seminarul teologic „Sf. Gheorghe”                                                   | municipiul Roman                                  | Str. Alexandru cel Bun 2                                                                                               | sf. sec. XIX                                                                      |                       | Raportează eroare |
| NT-II-a-B-10665                                                    | Ansamblul Fundației „Melchisedec”                                                   | municipiul Roman                                  | Str. Alexandru cel Bun 4                                                                                               | sec. XIX - XX                                                                     |                       | Raportează eroare |
| NT-II-m-B-10665.01                                                 | Casa dr. Alexandru Teodoru                                                          | municipiul Roman                                  | Str. Alexandru cel Bun 4                                                                                               | 1849                                                                              |                       | Raportează eroare |
| NT-II-m-B-10665.02                                                 | Capela episcopului M. Ștefănescu                                                    | municipiul Roman                                  | Str. Alexandru cel Bun 4                                                                                               | 1938                                                                              |                       | Raportează eroare |
| NT-II-m-B-10665.03                                                 | Școala de cântărețibisericești                                                      | municipiul Roman                                  | Str. Alexandru cel Bun 4                                                                                               | 1911                                                                              |                       | Raportează eroare |
| NT-II-m-B-10665.04                                                 | Grădinițadecopii                                                                    | municipiul Roman                                  | Str. Alexandru cel Bun 4                                                                                               | 1915                                                                              |                       | Raportează eroare |
| NT-II-a-A-10652 (RAN: 120879.02)                                   | Episcopia Romanului                                                                 | municipiul Roman                                  | Str. Alexandru cel Bun 5 46.93333°N 26.91666°E                                                                         | sec. XVI - XIX                                                                    | Alte imagini          | Raportează eroare |
| NT-II-m-A-10652.01                                                 | Catedrala episcopală „Sf. Paraschiva”                                               | municipiul Roman                                  | Str. Alexandru cel Bun 5 46.9183°N 26.92972°E                                                                          | 1542-1550                                                                         |                       | Raportează eroare |
| NT-II-m-A-10652.02 (RAN: 120879.04.01, 120879.04.02, 120879.04.03) | Casa Veniamin Costachi                                                              | municipiul Roman                                  | Str. Alexandru cel Bun 5                                                                                               | sec. XIX                                                                          | Alte imagini          | Raportează eroare |
| NT-II-m-A-10652.03                                                 | Palat episcopal                                                                     | municipiul Roman                                  | Str. Alexandru cel Bun 5                                                                                               | 1870                                                                              |                       | Raportează eroare |
| NT-II-m-A-10652.04                                                 | Turn clopotniță                                                                     | municipiul Roman                                  | Str. Alexandru cel Bun 5 46.9183°N 26.92976°E                                                                          | 1786                                                                              |                       | Raportează eroare |
| NT-II-m-A-10652.05                                                 | Zid de incintă                                                                      | municipiul Roman                                  | Str. Alexandru cel Bun 5                                                                                               | sec. XVII                                                                         |                       | Raportează eroare |
| NT-II-m-B-10653                                                    | Casă, azi sediu Poliție                                                             | municipiul Roman                                  | Str. Bogdan Dragoș 16                                                                                                  | sec. XIX                                                                          |                       | Raportează eroare |
| NT-II-a-B-10654                                                    | Ansamblul bisericii negustorilor brașoveni din Roman                                | municipiul Roman                                  | Str. Bradului 2 | sec. XVII-XIX                                                                     |                       | Raportează eroare |
| NT-II-m-B-10654.01                                                 | Biserica „Sf. Nicolae”                                                              | municipiul Roman                                  | Str. Bradului 2 | 1747                                                                              |                       | Raportează eroare |
| NT-II-m-B-10654.02                                                 | Turn clopotniță                                                                     | municipiul Roman                                  | Str. Bradului 2 46.92082°N 26.9244°E                                                                                   | 1810                                                                              |                       | Raportează eroare |
| NT-II-m-B-10656                                                    | Poșta                                                                               | municipiul Roman                                  | Str. Cuza Vodă 3 46.9221°N 26.9274°E                                                                                   | 1910                                                                              |                       | Raportează eroare |
| NT-II-m-B-10658                                                    | Casă, azi Grădiniță cu program normal                                               | municipiul Roman                                  | Str. Cuza Vodă 9bis | sec. XIX                                                                          |                       | Raportează eroare |
| NT-II-m-B-10657                                                    | Școala armenească, azi Clubul elevilor                                              | municipiul Roman                                  | Str. Cuza Vodă 12 | sec. XIX                                                                          |                       | Raportează eroare |
| NT-II-m-B-10659                                                    | Casa Fălcoianu, azi Muzeul de istorie                                               | municipiul Roman                                  | Str. Cuza Vodă 19 | cca. 1900                                                                         |                       | Raportează eroare |
| NT-II-m-B-10660                                                    | Casa Nevruzzi, azi Muzeul de istorie                                                | municipiul Roman                                  | Str. Cuza Vodă 26 46.92581°N 26.92441°E                                                                                | sec. XIX                                                                          |                       | Raportează eroare |
| NT-II-m-B-10661                                                    | Școala generală nr. 3                                                               | municipiul Roman                                  | Str. Cuza Vodă 84 | 1900                                                                              |                       | Raportează eroare |
| NT-II-m-B-10662                                                    | Casa general Iliescu, azi Grădinița nr. 2                                           | municipiul Roman                                  | Str. Dobrogeanu Gherea Constantin 26 46.92888°N 26.93191°E                                                             | sec. XIX                                                                          |                       | Raportează eroare |
| NT-II-m-B-10663                                                    | Casa Robu, azi Muzeul de Artă                                                       | municipiul Roman                                  | Str. Eminescu Mihai 3 46.92605°N 26.9311°E                                                                             | 1900                                                                              |                       | Raportează eroare |
| NT-II-a-B-10664                                                    | Ansamblul gimnaziului „Roman Vodă”                                                  | municipiul Roman                                  | Str. Eminescu Mihai 4                                                                                                  | sec. XIX                                                                          | Alte imagini          | Raportează eroare |
| NT-II-m-B-10664.01                                                 | Gimnaziul „Roman Vodă”                                                              | municipiul Roman                                  | Str. Eminescu Mihai 4 46.92551°N 26.93064°E                                                                            | 1899                                                                              |                       | Raportează eroare |
| NT-II-m-B-10664.02                                                 | Vila Hogaș                                                                          | municipiul Roman                                  | Str. Eminescu Mihai 4 46.92488°N 26.93225°E                                                                            | sec. XIX                                                                          | Alte imagini          | Raportează eroare |
| NT-II-s-B-10673                                                    | Ansamblu de locuințe muncitorești                                                   | municipiul Roman                                  | Str. Energiei, Turturelelor 1-15                                                                                       | 1900-1905                                                                         |                       | Raportează eroare |
| NT-II-m-A-10666 (RAN: 120879.06)                                   | Fosta biserică armenească, azi biserica „Adormirea Maicii Domnului”                 | municipiul Roman                                  | Str. Micle Veronica 13 46.9234°N 26.92776°E                                                                            | 1609                                                                              | Alte imagini          | Raportează eroare |
| NT-II-m-B-10668                                                    | Casa sameșului Iancu Teodoru, azi cămin de bătrâni                                  | municipiul Roman                                  | Str. Micle Veronica 21 46.92445°N 26.93091°E                                                                           | 1850                                                                              |                       | Raportează eroare |
| NT-II-m-B-10667 (RAN: 120879.05)                                   | Biserica „Sf. Voievozi”, Biserica „Albă Domnească”                                  | municipiul Roman                                  | Str. Micle Veronica 22 46.92398°N 26.92921°E                                                                           | 1611-1615                                                                         | Alte imagini          | Raportează eroare |
| NT-II-a-B-10669                                                    | Ansamblul bisericii „Adormirea Maicii Domnului”                                     | municipiul Roman                                  | Str. Roman Mușat 22 46.91987°N 26.92796°E                                                                              | sec. XVI - XIX                                                                    |                       | Raportează eroare |
| NT-II-m-B-10669.01                                                 | Biserica „Adormirea Maicii Domnului”                                                | municipiul Roman                                  | Str. Roman Mușat 22 46.91991°N 26.92751°E                                                                              | 1569                                                                              |                       | Raportează eroare |
| NT-II-m-B-10669.02                                                 | Turn clopotniță                                                                     | municipiul Roman                                  | Str. Roman Mușat 22 46.92002°N 26.9274°E                                                                               | 1753                                                                              |                       | Raportează eroare |
| NT-II-m-B-10655                                                    | Casa Rollrich, azi Administrația piețelor                                           | municipiul Roman                                  | Str. Petrodava 8 | sec. XIX                                                                          |                       | Raportează eroare |
| NT-II-m-B-10670                                                    | Biserica „Sf. Gheorghe”                                                             | municipiul Roman                                  | Str. Porojan, soldat 8 46.92038°N 26.93414°E                                                                           | 1847 Johann Krauss (maistru)                                                      |                       | Raportează eroare |
| NT-II-m-B-10672                                                    | Casă                                                                                | municipiul Roman                                  | Str. Principatele Unite 2                                                                                              | sec. XIX                                                                          |                       | Raportează eroare |
| NT-II-m-B-10674                                                    | Școalade Arteși meserii, azi Liceul nr. 3                                           | municipiul Roman                                  | Str. Republicii 1-3 46.93111°N 26.92399°E                                                                              | 1881                                                                              |                       | Raportează eroare |
| NT-II-m-B-10694 (RAN: 120879.08)                                   | Casa Ioachim, azi Biblioteca Municipală                                             | municipiul Roman                                  | Str. Roman Mușat 19 46.92106°N 26.92884°E                                                                              | 1890                                                                              | Alte imagini          | Raportează eroare |
| NT-II-m-B-10675                                                    | Școala nr. 1 „Vasile Alecsandri”                                                    | municipiul Roman                                  | Str. Rosetti C.A. 8 | 1885                                                                              |                       | Raportează eroare |
| NT-II-a-B-10676 (RAN: 120879.03)                                   | Ansamblul Spitalului Unificat                                                       | municipiul Roman                                  | Str. Speranței 11 | sec. XVIII - XIX                                                                  |                       | Raportează eroare |
| NT-II-m-B-10676.01                                                 | Spitalul Unificat                                                                   | municipiul Roman                                  | Str. Speranței 11 | 1788, adăugiri 1872                                                               |                       | Raportează eroare |
| NT-II-m-B-10676.02                                                 | Casa Iohan Simeon Bruckner - Spițerul                                               | municipiul Roman                                  | Str. Speranței 11 | sec. XIX                                                                          | Încarcă foto \| video | Raportează eroare |
| NT-II-m-B-10677                                                    | Hala alimentară, azi hala centrală                                                  | municipiul Roman                                  | Str. Sucidava 127 | 1929                                                                              |                       | Raportează eroare |
| NT-II-m-B-10678                                                    | Biserica „Intrarea în Biserică”, „Precista Mică”                                    | municipiul Roman                                  | Str. Sucidava 143 | 1791-1826                                                                         |                       | Raportează eroare |
| NT-II-a-B-10680                                                    | Centru istoric urban                                                                | municipiul Roman                                  | Str. Ștefan cel Mare 181-292                                                                                           | mijl.sec. XIX - înc. sec. XX                                                      | Încarcă foto \| video | Raportează eroare |
| NT-II-m-B-10679                                                    | Hanul Vițig, azi locuințe                                                           | municipiul Roman                                  | Str. Ștefan cel Mare 186                                                                                               | sec. XIX                                                                          | Încarcă foto \| video | Raportează eroare |
| NT-II-m-B-10681                                                    | Casa Romașcană, azi restaurant                                                      | municipiul Roman                                  | Str. Ștefan cel Mare 200 46.9286°N 26.92235°E                                                                          | sec. XIX                                                                          |                       | Raportează eroare |
| NT-II-m-B-10682                                                    | Casă                                                                                | municipiul Roman                                  | Str. Ștefan cel Mare 213 46.92688°N 26.92194°E                                                                         | sec. XIX                                                                          |                       | Raportează eroare |
| NT-II-m-B-10683                                                    | Casa Brănișteanu, azi Cercul Militar                                                | municipiul Roman                                  | Str. Ștefan cel Mare 230 46.92664°N 26.92219°E                                                                         | 1885                                                                              |                       | Raportează eroare |
| NT-II-m-B-10684                                                    | Casa Niță                                                                           | municipiul Roman                                  | Str. Ștefan cel Mare 235                                                                                               | sec. XIX                                                                          | Încarcă foto \| video | Raportează eroare |
| NT-II-m-B-10685                                                    | Casă                                                                                | municipiul Roman                                  | Str. Ștefan cel Mare 238                                                                                               | 1891                                                                              |                       | Raportează eroare |
| NT-II-m-B-10686                                                    | Casa Costache Morțun, azi Muzeul de Științe Naturale                                | municipiul Roman                                  | Str. Ștefan cel Mare 244 46.93383°N 26.92576°E                                                                         | sec. XIX                                                                          |                       | Raportează eroare |
| NT-II-m-B-10687                                                    | Spitalul Militar, azi Club „S.C. Petrotub S.A”                                      | municipiul Roman                                  | Str. Ștefan cel Mare 246 46.93131°N 26.92224°E                                                                         | sec. XIX                                                                          |                       | Raportează eroare |
| NT-II-m-B-10689                                                    | Casa elvețiană                                                                      | municipiul Roman                                  | Str. Ștefan cel Mare 249 46.92866°N 26.9218°E                                                                          | 1926                                                                              |                       | Raportează eroare |
| NT-II-m-B-10688                                                    | Casa Cristea Ștefănescu                                                             | municipiul Roman                                  | Str. Ștefan cel Mare 259 46.92915°N 26.92167°E                                                                         | 1910                                                                              |                       | Raportează eroare |
| NT-II-m-B-10690                                                    | Gara Roman                                                                          | municipiul Roman                                  | Str. Ștefan cel Mare 271 46.9374°N 26.92015°E                                                                          | 1869                                                                              | Alte imagini          | Raportează eroare |
| NT-II-m-B-10691                                                    | Școală normală, azi Grup Școlar Industrial - Construcții de Mașini                  | municipiul Roman                                  | Str. Ștefan cel Mare 274                                                                                               | sec. XIX                                                                          | Încarcă foto \| video | Raportează eroare |
| NT-II-m-B-10692                                                    | Casă primar Brăescu                                                                 | municipiul Roman                                  | Str. Tineretului 20 | sec. XIX                                                                          | Încarcă foto \| video | Raportează eroare |
| NT-II-a-B-10693                                                    | Ansamblul Liceului „Roman Vodă”                                                     | municipiul Roman                                  | Str. Tineretului 24 | sec. XIX - XX                                                                     |                       | Raportează eroare |
| NT-II-m-B-10693.01                                                 | Liceul Roman Vodă (corp B)                                                          | municipiul Roman                                  | Str. Tineretului 24 46.92661°N 26.93128°E                                                                              | 1920                                                                              |                       | Raportează eroare |
| NT-II-m-B-10693.02                                                 | Casa Cantacuzino                                                                    | municipiul Roman                                  | Str. Tineretului 24 | sec. XIX                                                                          | Alte imagini          | Raportează eroare |
| NT-II-m-B-10649                                                    | Casa vornicului Done, fostă Liceul de Artă, azi Casa Sergiu Celibidache             | municipiul Roman                                  | Str. Micle Veronica 2                                                                                                  | 1828                                                                              | Alte imagini          | Raportează eroare |
| NT-II-m-B-10695 (RAN: 124126.01)                                   | Beciurile hanului Roznovanu                                                         | oraș Roznov                                       | Str. Roznoveanu Nicolae                                                                                                | sec. XVII                                                                         | Încarcă foto \| video | Raportează eroare |
| NT-II-m-B-10696 (RAN: 124126.02)                                   | Biserica „Sf. Nicolae”                                                              | oraș Roznov                                       | Str. Roznoveanu Nicolae                                                                                                | 1759, transf. 1884-1892                                                           |                       | Raportează eroare |
| NT-II-m-B-10595                                                    | Casa Diaconescu, azi dispensar medical                                              | sat Sabasa; comuna Borca                          | | sec. XIX                                                                          |                       | Raportează eroare |
| NT-II-m-B-10697                                                    | Ocolul Silvic, azi Poșta                                                            | sat Sabasa; comuna Borca                          | | 1928                                                                              |                       | Raportează eroare |
| NT-II-m-B-10698                                                    | Școala veche                                                                        | sat Sabasa; comuna Borca                          | | 1929                                                                              | Încarcă foto \| video | Raportează eroare |
| NT-II-m-B-10699 (RAN: 124162.01)                                   | Biserica de lemn „Sf. Nicolae”                                                      | sat Sagna; comuna Sagna                           | | 1530                                                                              |                       | Raportează eroare |
| NT-II-m-B-10700 (RAN: 122338.01)                                   | Biserica de lemn „Sf. Dumitru”                                                      | sat Sărata; comuna Dobreni                        | Str. Sărătura 68 | 1752, adăugiri 1933                                                               |                       | Raportează eroare |
| NT-II-a-A-10701                                                    | Mănăstirea Sihăstria Tarcăului                                                      | sat Schitu Tarcău; comuna Tarcău                  | | sec. XIX - XX                                                                     |                       | Raportează eroare |
| NT-II-m-A-10701.01                                                 | Biserica de lemn „Duminica Tuturor Sfinților”                                       | sat Schitu Tarcău; comuna Tarcău                  | | 1828-1833                                                                         |                       | Raportează eroare |
| NT-II-m-A-10701.02                                                 | Case monahale                                                                       | sat Schitu Tarcău; comuna Tarcău                  | | sec. XIX                                                                          |                       | Raportează eroare |
| NT-II-m-A-10701.03                                                 | Turn clopotniță                                                                     | sat Schitu Tarcău; comuna Tarcău                  | | 1868                                                                              |                       | Raportează eroare |
| NT-II-m-B-10702                                                    | Biserica „Cuvioasa Paraschiva”                                                      | sat Secuieni; comuna Secuieni                     | | sec. XVIII - XIX                                                                  | Încarcă foto \| video | Raportează eroare |
| NT-II-m-B-10703 (RAN: 124420.01)                                   | Biserica „Sf. Gheorghe”                                                             | sat Ștefan cel Mare; comuna Ștefan cel Mare       | 46.98278°N 26.51472°E                                                                                                  | 1637, modif. 1922                                                                 |                       | Raportează eroare |
| NT-II-m-B-10704 (RAN: 124420.02)                                   | Casa Iordache Cantacuzino, azi școală                                               | sat Ștefan cel Mare; comuna Ștefan cel Mare       | 46.98216°N 26.51604°E                                                                                                  | mijl. sec. XVII, adăugiri sec. XIX.                                               |                       | Raportează eroare |
| NT-II-m-B-10705 (RAN: 124420.03)                                   | Hanul de la Șerbești                                                                | sat Ștefan cel Mare; comuna Ștefan cel Mare       | | sec. XVII - XVIII                                                                 |                       | Raportează eroare |
| NT-II-m-A-10706.01                                                 | Biserica „Nașterea Maicii Domnului”                                                 | sat Tazlău; comuna Tazlău                         | Str. Ștefan cel Mare 188                                                                                               | 1497, adăugire pridvor 1596                                                       |                       | Raportează eroare |
| NT-II-m-A-10706.02                                                 | Ruine palat, ruine beci, ruine trapeză                                              | sat Tazlău; comuna Tazlău                         | Str. Ștefan cel Mare 188                                                                                               | sec. XVI                                                                          | Încarcă foto \| video | Raportează eroare |
| NT-II-m-A-10706.05                                                 | Turn clopotniță                                                                     | sat Tazlău; comuna Tazlău                         | Str. Ștefan cel Mare 188                                                                                               | sec. XVI                                                                          |                       | Raportează eroare |
| NT-II-m-A-10706.06                                                 | Turn de pază                                                                        | sat Tazlău; comuna Tazlău                         | Str. Ștefan cel Mare 188                                                                                               | sec. XV, adăugiri sec XVIII                                                       | Încarcă foto \| video | Raportează eroare |
| NT-II-m-A-10706.07                                                 | Zid de incintă                                                                      | sat Tazlău; comuna Tazlău                         | Str. Ștefan cel Mare 188                                                                                               | sec. XV                                                                           |                       | Raportează eroare |
| NT-II-a-A-10706                                                    | Mănăstirea Tazlău                                                                   | sat Tazlău; comuna Tazlău                         | Str. Ștefan cel Mare 188                                                                                               | sec. XV - XIX                                                                     | Alte imagini          | Raportează eroare |
| NT-II-m-A-10707 (RAN: 121064.03)                                   | Cetatea Neamțului                                                                   | oraș Târgu Neamț                                  | Str. Aleea Cetății 1, pe dealul Cetății, pestânca Timuș, muntele Pleșu 47.21483°N 26.344°E                             | sec. XIV - XVII                                                                   | Alte imagini          | Raportează eroare |
| NT-II-m-B-10708                                                    | Casă                                                                                | oraș Târgu Neamț                                  | Str. Mărășești 103 | sec. XIX                                                                          | Încarcă foto \| video | Raportează eroare |
| NT-II-m-B-10709                                                    | Casă, azi Clubul elevilor                                                           | oraș Târgu Neamț                                  | Str. Mărășești 107 | sec. XIX                                                                          | Încarcă foto \| video | Raportează eroare |
| NT-II-m-B-10710                                                    | Biserica „Sf. Gheorghe”                                                             | oraș Târgu Neamț                                  | Str. Progresului 2 | 1808                                                                              | Încarcă foto \| video | Raportează eroare |
| NT-II-m-B-10711                                                    | Spital                                                                              | oraș Târgu Neamț                                  | Str. Ștefan cel Mare 35                                                                                                | 1852                                                                              | Încarcă foto \| video | Raportează eroare |
| NT-II-m-B-10712                                                    | Școala Domnească, azi Muzeul de Istorie și Etnografie                               | oraș Târgu Neamț                                  | Str. Ștefan cel Mare 37 47.20706°N 26.35837°E                                                                          | 1852                                                                              | Încarcă foto \| video | Raportează eroare |
| NT-II-m-B-10713                                                    | Poșta veche, azi Biroul O. C.P.I                                                    | oraș Târgu Neamț                                  | Str. Ștefan cel Mare 60                                                                                                | sec. XIX                                                                          | Încarcă foto \| video | Raportează eroare |
| NT-II-m-B-10714                                                    | Pretura, azi biblioteca orășenească                                                 | oraș Târgu Neamț                                  | Str. Ștefan cel Mare 66                                                                                                | sf. sec. XIX                                                                      | Încarcă foto \| video | Raportează eroare |
| NT-II-m-B-10715                                                    | Casă, azi fundația „Omenia”                                                         | oraș Târgu Neamț                                  | Str. Ștefan cel Mare 72A                                                                                               | cca. 1900                                                                         | Încarcă foto \| video | Raportează eroare |
| NT-II-m-B-10716                                                    | Casa Cristescu                                                                      | oraș Târgu Neamț                                  | Str. Ștefan cel Mare 79                                                                                                | cca. 1900                                                                         | Încarcă foto \| video | Raportează eroare |
| NT-II-m-B-10717                                                    | Casă                                                                                | oraș Târgu Neamț                                  | Str. Ștefan cel Mare 85                                                                                                | sf. sec. XIX                                                                      | Încarcă foto \| video | Raportează eroare |
| NT-II-m-B-10719                                                    | Gimnaziul Regina Maria, azi Club sportiv                                            | oraș Târgu Neamț                                  | Str. Ștefan cel Mare 88                                                                                                | 1918                                                                              | Încarcă foto \| video | Raportează eroare |
| NT-II-a-B-10718                                                    | Centru istoric urban                                                                | oraș Târgu Neamț                                  | Str. Ștefan cel Mare 60-79                                                                                             | mijl. sec. XIX-înc. sec XX                                                        | Încarcă foto \| video | Raportează eroare |
| NT-II-m-B-20192                                                    | Biserica de lemn „Înălțarea Sf. Cruci”                                              | sat Telec; comuna Bicazu Ardelean                 | | sec. XVIII-XX                                                                     | Încarcă foto \| video | Raportează eroare |
| NT-II-m-A-10590                                                    | Biserica de lemn „Sf. Dumitru”                                                      | sat Telec; comuna Bicazu Ardelean                 | Str. Pârâul Caprei | 1829                                                                              | Alte imagini          | Raportează eroare |
| NT-II-m-B-10720 (RAN: 122944.01)                                   | Biserica de lemn „Tăierea Capului Sf. Ioan Botezătorul” a fostei mănăstiri Topolița | sat Topolița; comuna Grumăzești                   | | sec. XVI                                                                          | Alte imagini          | Raportează eroare |
| NT-II-m-B-10721                                                    | Biserica „Sf. Nicolae”                                                              | sat Trifești; comuna Trifești                     | | 1798                                                                              |                       | Raportează eroare |
| NT-II-m-B-10722                                                    | Biserica „Sf. Voievozi”                                                             | sat Tupilați; comuna Tupilați                     | | 1802 - 1811, adăugiri înc. sec. XIX.                                              |                       | Raportează eroare |
| NT-II-a-B-10723                                                    | Ansamblu de Curte boierească                                                        | sat Tupilați; comuna Tupilați                     | 47.08188°N 26.64599°E                                                                                                  | sec. XVII-XIX                                                                     | Alte imagini          | Raportează eroare |
| NT-II-m-B-10723.01                                                 | Casa Catargi                                                                        | sat Tupilați; comuna Tupilați                     | | 1842                                                                              |                       | Raportează eroare |
| NT-II-m-B-10723.02                                                 | Zid de incintă                                                                      | sat Tupilați; comuna Tupilați                     | | sec. XVII                                                                         | Încarcă foto \| video | Raportează eroare |
| NT-II-m-B-10724 (RAN: 124769.02)                                   | Hanul Ancuței                                                                       | sat Hanul Ancuței; comuna Tupilați                | 47.0995°N 26.6971°E | sec. XVIII                                                                        |                       | Raportează eroare |
| NT-II-m-B-10725                                                    | Biserica de lemn „Adormirea Maicii Domnului”                                        | sat Turturești; comuna Girov                      | | 1825, adăugiri 1930                                                               | Încarcă foto \| video | Raportează eroare |
| NT-II-m-B-10726 (RAN: 122800.01)                                   | Pod de piatră                                                                       | sat Turturești; comuna Girov                      | | 1475 domnitorului Ștefan cel Mare (atribuit)                                      | Alte imagini          | Raportează eroare |
| NT-II-a-B-10727 (RAN: 124830.01)                                   | Ansamblul schitului Țibucani                                                        | sat Țibucani; comuna Țibucani                     | | 1701-1900                                                                         | Încarcă foto \| video | Raportează eroare |
| NT-II-m-B-10727.01                                                 | Biserica de lemn „Maria Magdalena”                                                  | sat Țibucani; comuna Țibucani                     | | 1774, adăugiri 1859                                                               | Încarcă foto \| video | Raportează eroare |
| NT-II-m-B-10727.02                                                 | Turn clopotniță                                                                     | sat Țibucani; comuna Țibucani                     | | 1855                                                                              | Încarcă foto \| video | Raportează eroare |
| NT-II-m-B-10727.03                                                 | Chilii                                                                              | sat Țibucani; comuna Țibucani                     | | 1942                                                                              | Încarcă foto \| video | Raportează eroare |
| NT-II-m-B-10728                                                    | Biserica „Sf. Voievozi”, „Duminica Tomei”                                           | sat Unghi; comuna Dragomirești                    | | 1821-1824                                                                         | Încarcă foto \| video | Raportează eroare |
| NT-II-a-B-10729                                                    | Ansamblul bisericii „Sf. Patruzeci de Mucenici”                                     | sat Văleni; comuna Văleni                         | „Zona Centrală” | sec. XVI - XIX                                                                    | Alte imagini          | Raportează eroare |
| NT-II-m-B-10729.01                                                 | Biserica „Sf. Patruzeci de Mucenici”                                                | sat Văleni; comuna Văleni                         | „Zona Centrală” | 1519, transf. 1866                                                                |                       | Raportează eroare |
| NT-II-m-B-10729.02                                                 | Turn clopotniță                                                                     | sat Văleni; comuna Văleni                         | „Zona Centrală”` | 1878-1879                                                                         |                       | Raportează eroare |
| NT-II-a-B-21131                                                    | Ansamblul conacul Stîrcea                                                           | extravilan sat Văleni; comuna Văleni              | |                                                                                   | Încarcă foto \| video | Raportează eroare |
| NT-II-a-B-21131.01                                                 | Conacul Stîrcea                                                                     | extravilan sat Văleni; comuna Văleni              | |                                                                                   | Încarcă foto \| video | Raportează eroare |
| NT-II-a-B-21131.02                                                 | Parc dendrologic                                                                    | extravilan sat Văleni; comuna Văleni              | |                                                                                   | Încarcă foto \| video | Raportează eroare |
| NT-II-m-B-10731                                                    | Casa Lahovari                                                                       | sat Văratec; comuna Agapia                        | 47.13838°N 26.26938°E                                                                                                  | sf. sec. XIX                                                                      | Încarcă foto \| video | Raportează eroare |
| NT-II-a-A-10732                                                    | Mănăstirea Văratec                                                                  | sat Văratec; comuna Agapia                        | 47.14°N 26.269°E | sec. XVIII-XX                                                                     |                       | Raportează eroare |
| NT-II-m-A-10732.01                                                 | Biserica „Adormirea Maicii Domnului”                                                | sat Văratec; comuna Agapia                        | | 1807-1808                                                                         |                       | Raportează eroare |
| NT-II-m-A-10732.02                                                 | Turn clopotniță de poartă                                                           | sat Văratec; comuna Agapia                        | | sec. XIX                                                                          |                       | Raportează eroare |
| NT-II-m-A-10732.03                                                 | Biserica „Sf. Ioan Botezătorul”                                                     | sat Văratec; comuna Agapia                        | | 1844, adăugiri cca. 1880                                                          |                       | Raportează eroare |
| NT-II-m-A-10732.04                                                 | Biserica „Schimbarea la Față”                                                       | sat Văratec; comuna Agapia                        | | 1847                                                                              | Încarcă foto \| video | Raportează eroare |
| NT-II-m-A-10732.05                                                 | Case monahale                                                                       | sat Văratec; comuna Agapia                        | | sec. XIX - XX                                                                     |                       | Raportează eroare |
| NT-II-m-B-10733                                                    | Școală                                                                              | sat Văratec; comuna Agapia                        | | înc. sec. XX                                                                      | Încarcă foto \| video | Raportează eroare |
| NT-II-m-A-10735.01                                                 | Biserica „Tăierea Capului Sf. Ioan Botezătorul”                                     | sat Vânători-Neamț; comuna Vânători-Neamț         | Str. Secu 1496 | 1602-1605                                                                         | Alte imagini          | Raportează eroare |
| NT-II-m-A-10735.02                                                 | Paraclisul „Sf. Nicolae” (NE)                                                       | sat Vânători-Neamț; comuna Vânători-Neamț         | Str. Secu 1496 | sec. XVIII                                                                        |                       | Raportează eroare |
| NT-II-m-A-10735.03                                                 | Paraclisul „Adormirea Maicii Domnului” (SE)                                         | sat Vânători-Neamț; comuna Vânători-Neamț         | Str. Secu 1496 | 1844                                                                              | Încarcă foto \| video | Raportează eroare |
| NT-II-m-A-10735.04                                                 | Biserica „Nașterea Sf. Ioan Botezătorul”                                            | sat Vânători-Neamț; comuna Vânători-Neamț         | Str. Secu 1496 | 1832                                                                              |                       | Raportează eroare |
| NT-II-m-A-10735.05                                                 | Chilii                                                                              | sat Vânători-Neamț; comuna Vânători-Neamț         | Str. Secu 1496 | 1825                                                                              | Încarcă foto \| video | Raportează eroare |
| NT-II-m-A-10735.06                                                 | Turn clopotniță                                                                     | sat Vânători-Neamț; comuna Vânători-Neamț         | Str. Secu 1496 | sec. XVII                                                                         |                       | Raportează eroare |
| NT-II-m-A-10735.07                                                 | Incintă fortificată                                                                 | sat Vânători-Neamț; comuna Vânători-Neamț         | Str. Secu 1496 47.19983°N 26.18422°E                                                                                   | sec. XVII                                                                         |                       | Raportează eroare |
| NT-II-m-A-10736.01                                                 | Biserica „Nașterea Maicii Domnului”                                                 | sat Vânători-Neamț; comuna Vânători-Neamț         | Str. Secu 1510 | 1824                                                                              | Alte imagini          | Raportează eroare |
| NT-II-m-A-10736.02                                                 | Biserica de lemn „Sf. Voievozi”                                                     | sat Vânători-Neamț; comuna Vânători-Neamț         | Str. Secu 1510 | 1740, strămutată din satul Hlăpești                                               |                       | Raportează eroare |
| NT-II-m-A-10736.03                                                 | Paraclisul „Sf. Ioachim și Ana”                                                     | sat Vânători-Neamț; comuna Vânători-Neamț         | Str. Secu 1510 | 1840                                                                              | Încarcă foto \| video | Raportează eroare |
| NT-II-m-A-10736.04                                                 | Stăreție                                                                            | sat Vânători-Neamț; comuna Vânători-Neamț         | Str. Secu 1510 |                                                                                   | Încarcă foto \| video | Raportează eroare |
| NT-II-m-A-10736.05                                                 | Chilii                                                                              | sat Vânători-Neamț; comuna Vânători-Neamț         | Str. Secu 1510 | sec. XIX                                                                          | Încarcă foto \| video | Raportează eroare |
| NT-II-m-A-10736.06                                                 | Turn clopotniță                                                                     | sat Vânători-Neamț; comuna Vânători-Neamț         | Str. Secu 1510 | 1825                                                                              |                       | Raportează eroare |
| NT-II-a-A-10735 (RAN: 125025.02)                                   | Mănăstirea Secu                                                                     | sat Vânători-Neamț; comuna Vânători-Neamț         | Str. Secu 1496 47.19967°N 26.18428°E                                                                                   | sec. XVI - XIX                                                                    | Alte imagini          | Raportează eroare |
| NT-II-a-A-10736 (RAN: 125025.05)                                   | Mănăstirea Sihăstria Secului                                                        | sat Vânători-Neamț; comuna Vânători-Neamț         | Str. Secu 1510 47.17617°N 26.16867°E                                                                                   | sec. XV - XX                                                                      |                       | Raportează eroare |
| NT-II-m-B-10737 (RAN: 125025.04)                                   | Biserica de lemn „Sf. Voievozi” și „Tăierea Capului Sf. Ioan Botezătorul”           | sat Vânători-Neamț; comuna Vânători-Neamț         | Str. Ștefan cel Mare 113                                                                                               | 1740                                                                              |                       | Raportează eroare |
| NT-II-m-B-10734                                                    | Școală, azi Muzeu sătesc                                                            | sat Vânători-Neamț; comuna Vânători-Neamț         | Str. Ștefan cel Mare 222                                                                                               | 1864                                                                              | Încarcă foto \| video | Raportează eroare |
| NT-III-m-B-10738                                                   | Statuia lui Mihail Kogălniceanu                                                     | municipiul Piatra Neamț                           | Piața Kogălniceanu Mihail                                                                                              | 1913                                                                              |                       | Raportează eroare |
| NT-III-m-B-10739                                                   | Statuia lui Ștefan cel Mare                                                         | municipiul Piatra Neamț                           | Piața Ștefan cel Mare                                                                                                  | 1974                                                                              |                       | Raportează eroare |
| NT-III-m-B-10740                                                   | Basorelief: Calistrat Hogaș, Ion Negre, Matei Stamatian                             | municipiul Piatra Neamț                           | Str. Ștefan cel Mare 4, în fața Colegiului Național „Petru Rareș”                                                      | 1924                                                                              |                       | Raportează eroare |
| NT-III-m-B-10741                                                   | Brânzăria lui David Creangă                                                         | sat Dolhești; comuna Pipirig                      | Str. Creangă David 38                                                                                                  | sec. XIX                                                                          |                       | Raportează eroare |
| NT-III-m-B-10742                                                   | Stejarul Unirii                                                                     | municipiul Roman                                  | Str. Smirodava 1, în parcul municipal                                                                                  | sec. XIX                                                                          |                       | Raportează eroare |
| NT-III-m-B-10743                                                   | Bustul agronomului Ion Ionescu de la Brad                                           | municipiul Roman                                  | Str. Ștefan cel Mare, în parcul municipal 46.93359°N 26.92234°E                                                        | 1968                                                                              |                       | Raportează eroare |
| NT-III-m-B-10744                                                   | Obelisc al Eroilor din Războiul pentru Independență                                 | oraș Roznov                                       | În parcul orașului | 1908                                                                              |                       | Raportează eroare |
| NT-III-m-B-10745                                                   | Monumentul Eroilor din războiul 1916-1918                                           | sat Tazlău; comuna Tazlău                         | Str. Ștefan cel Mare 130                                                                                               | 1925                                                                              |                       | Raportează eroare |
| NT-III-m-B-10746                                                   | Monumentul Eroilor din primul război mondial (Vânătorilor de munte)                 | oraș Târgu Neamț                                  | Str. Aleea Vânătorilor de Munte 1, pe dealul Plăieșului                                                                | 1939                                                                              | Încarcă foto \| video | Raportează eroare |
| NT-III-m-B-10747                                                   | Statuia Saftei Brâncoveanu                                                          | sat Văratec; comuna Agapia                        | În incinta mănăstirii Văratic                                                                                          | 1939 Ion Jalea (sculptor)                                                         | Încarcă foto \| video | Raportează eroare |
| NT-III-m-B-10748                                                   | Obelisc al Eroilor din Războiul pentru Independență                                 | sat Vânători-Neamț; comuna Vânători-Neamț         | Str. Ștefan cel Mare 222                                                                                               | 1884                                                                              | Încarcă foto \| video | Raportează eroare |
| NT-IV-m-B-10749                                                    | Monument funerar din piatră - „Familia senator V. Ciornei”                          | municipiul Piatra Neamț                           | Str. Eroilor 17, în cimitirul „Eternitatea”                                                                            | 1902                                                                              |                       | Raportează eroare |
| NT-IV-m-B-10750                                                    | Mormântul scriitorului Calistrat Hogaș                                              | municipiul Piatra Neamț                           | Str. Eroilor 17, în cimitirul „Eternitatea”                                                                            | sec. XX                                                                           |                       | Raportează eroare |
| NT-IV-m-B-10751                                                    | Mormântul etnografului G. T. Kirileanu                                              | municipiul Piatra Neamț                           | Str. Eroilor 17, în cimitirul „Eternitatea”                                                                            | sec. XX                                                                           |                       | Raportează eroare |
| NT-IV-m-B-10752                                                    | Mormântul pictorului Vorel Lascăr                                                   | municipiul Piatra Neamț                           | Str. Eroilor 17, în cimitirul „Eternitatea”                                                                            | 1900                                                                              |                       | Raportează eroare |
| NT-IV-m-B-10753                                                    | Mormântul lui Constantin Matasă                                                     | municipiul Piatra Neamț                           | Str. Eroilor 17, în cimitirul „Eternitatea”                                                                            | sec. XX                                                                           |                       | Raportează eroare |
| NT-IV-m-B-10754                                                    | Mormântul geografului Ion Popa-Burcă                                                | municipiul Piatra Neamț                           | Str. Eroilor 17, în cimitirul „Eternitatea”                                                                            | sec. XX                                                                           |                       | Raportează eroare |
| NT-IV-m-B-10755                                                    | Monument funerar din marmură-Sculy Logothetes                                       | municipiul Piatra Neamț                           | Str. Eroilor 17, în cimitirul „Eternitatea”                                                                            | 1875                                                                              |                       | Raportează eroare |
| NT-IV-m-B-10756                                                    | Casa horticultorului E. M. Brudariu                                                 | municipiul Piatra Neamț                           | Str. Margaretelor 4 | 1898                                                                              |                       | Raportează eroare |
| NT-IV-m-B-10757                                                    | Obeliscul Eroilor din Războiul de Independență                                      | sat Baratca; comuna Bârgăuani                     | DN15D Piatra Neamț-Roman                                                                                               | 1913                                                                              | Încarcă foto \| video | Raportează eroare |
| NT-IV-m-B-10758                                                    | Monumentul Eroilor din primul război mondial                                        | sat Bistrița; comuna Alexandru cel Bun            | 46.94366°N 26.29783°E                                                                                                  | 1926                                                                              |                       | Raportează eroare |
| NT-IV-m-B-10759                                                    | Obeliscul Eroilor din Războiul de Independență                                      | sat Crăcăoani; comuna Crăcăoani                   | | 1904                                                                              | Încarcă foto \| video | Raportează eroare |
| NT-IV-m-B-10760                                                    | Mormintele istoricilor Constantin și Alexandru Hurmuzachi                           | sat Dulcești; comuna Dulcești                     | 38, în incinta Bisericii „Pogorârea Sf. Duh”                                                                           | sec. XIX                                                                          | Alte imagini          | Raportează eroare |
| NT-IV-m-B-10761                                                    | Cruce memorială închinată Eroilor din Primul Război Mondial                         | sat Dulcești; comuna Dulcești                     | 38, în incinta Bisericii „Pogorârea Sf. Duh”                                                                           | 1920                                                                              | Încarcă foto \| video | Raportează eroare |
| NT-IV-m-B-10762                                                    | Casa entomologului Arisitide Karadja, azi Muzeul de Etnografie                      | sat Grumăzești; comuna Grumăzești                 | 47.14184°N 26.37565°E                                                                                                  | 1896                                                                              | Alte imagini          | Raportează eroare |
| NT-IV-m-A-10763                                                    | Muzeu - casă memorială „Ion Creangă”                                                | localitate componentă Humulești; oraș Târgu Neamț | Str. Creangă Ion 110 47.1976°N 26.3549°E                                                                               | 1833                                                                              | Alte imagini          | Raportează eroare |
| NT-IV-m-B-10764                                                    | Muzeu - „Casa Mihai Sadoveanu”                                                      | sat Mănăstirea Neamț; comuna Vânători-Neamț       | Str. Sadoveanu Mihail 85 47.25739°N 26.20908°E                                                                         | sf. sec. XIX                                                                      | Alte imagini          | Raportează eroare |
| NT-IV-m-B-10766                                                    | Casa agronomului Ion Ionescu de la Brad                                             | municipiul Roman                                  | Str. Ionescu Ionde la Brad 8                                                                                           | sec. XIX                                                                          | Încarcă foto \| video | Raportează eroare |
| NT-IV-m-B-10765                                                    | Monumentul Eroilor din primul război mondial                                        | municipiul Roman                                  | Str. Mihai Viteazul, în cimitirul municipal                                                                            | 1920                                                                              |                       | Raportează eroare |
| NT-IV-m-B-10767                                                    | Mormântul arhimandritului Vartolomeu Măzăreanu                                      | municipiul Roman                                  | Str. Roman Mușat 22, în incinta bisericii „Adormirea Maicii Domnului”                                                  | sec. XX                                                                           |                       | Raportează eroare |
| NT-IV-m-B-10768                                                    | Mormântul episcopului Melchisedec Ștefănescu                                        | municipiul Roman                                  | Str. Roman Mușat 22, în incinta bisericii „Adormirea Maicii Domnului”                                                  | sec. XIX                                                                          |                       | Raportează eroare |
| NT-IV-m-B-10769                                                    | Muzeu - casă memorială Veronica Micle                                               | oraș Târgu Neamț                                  | Str. Ștefan cel Mare 30 47.20694°N 26.35815°E                                                                          | sec. XIX                                                                          | Alte imagini          | Raportează eroare |